# George Bernard Shaw
George Bernard Shaw (Dublín, 26 de julio de 1856-Ayot St. Lawrence, 2 de noviembre de 1950), conocido a petición del propio autor como Bernard Shaw, fue un dramaturgo, crítico y polemista irlandés cuya influencia en el teatro, la cultura y la política occidentales se extiende desde 1880 hasta nuestros días. Escribió más de sesenta obras, algunas tan importantes como Hombre y superhombre (Man and Superman, 1902), Pigmalión (Pygmalion, 1912) o Santa Juana (Saint Joan, 1923). Con una obra que incluye la sátira contemporánea y alegoría histórica, Shaw se convirtió en el principal dramaturgo de su generación. Recibió el Premio Nobel de Literatura en 1925 y en 1938 compartió el Óscar al mejor guion adaptado por la versión cinematográfica de Pigmalión, convirtiéndose en la primera persona en recibir el Premio Nobel y un Premio Óscar.
Nacido en Dublín, se trasladó a Londres en 1876, donde se estableció como escritor y novelista. A mediados de la década de 1880 era un respetado crítico de teatro y música. Tras un despertar político, se unió a la gradualista Sociedad Fabiana, convirtiéndose en su propagandista más destacado. Shaw venía escribiendo obras de teatro desde hacía años antes de su primer éxito, El hombre y las armas (Arms and the Man, 1898). Influenciado por Henrik Ibsen, trató de introducir un nuevo realismo en la dramática en lengua inglesa, utilizando sus obras como vehículos para difundir sus ideas políticas, sociales y religiosas. A principios del siglo XX su reputación como dramaturgo se aseguró con una serie de éxitos populares y de crítica como El comandante Bárbara (Major Barbara, 1905), El dilema del doctor (The Doctor's Dilemma, 1906) y César y Cleopatra (Caesar and Cleopatra, 1901).
Sus opiniones eran a menudo polémicas: promovía la eugenesia y el alfabeto shaviano mientras que se oponía a la vacunación y a la religión organizada. Se hizo impopular denunciando a ambos bandos en la Primera Guerra Mundial como igualmente culpables. Censuró la política británica en Irlanda durante el período de la posguerra, llegando a hacerse ciudadano del Estado Libre Irlandés en 1934, manteniendo una doble ciudadanía. Durante los años de entreguerras escribió una serie de obras a menudo ambiciosas que lograron diversos grados de éxito popular. Su interés por la política y la controversia no había disminuido; a finales de la década de 1920 había renunciado en gran medida al gradualismo fabiano y a menudo escribió y habló favorablemente de las dictaduras de derecha e izquierda, expresando su admiración tanto por Mussolini como por Stalin. En la última década de su vida realizó menos declaraciones públicas, pero siguió escribiendo prolíficamente hasta poco antes de su muerte, a los 94 años de edad, habiendo rechazado todos los honores estatales que le habían otorgado, incluida la Orden del Mérito en 1946.
Desde su muerte la opinión de críticos y académicos sobre sus obras ha variado, pero ha sido calificado a menudo como el segundo dramaturgo en lengua inglesa más importante tras William Shakespeare; numerosos estudiosos de su obra lo consideran como un personaje de gran influencia en varias generaciones de dramaturgos.

## Biografía

### Primeros años
Nació en el n.º 3 de Upper Synge Street en Portobello, un barrio de clase media-baja de Dublín. Era el más joven y único hijo varón de George Carr Shaw (1814-1885) y Lucinda Elizabeth (Bessie) Shaw (nacida Gurly; 1830-1913). Sus hermanas mayores fueron Lucinda (Lucy) Frances (1853-1920) y Elinor Agnes (1855-1876). La familia Shaw era de ascendencia inglesa y pertenecía al dominio protestante en Irlanda;
Su padre, un alcohólico inútil, estaba entre los miembros menos afortunados de la familia; sus parientes le aseguraron una sinecura en el servicio civil, en el que dejó de estar pensionado a principios de los años 1850; después trabajó de forma irregular como comerciante de maíz. En 1852 se casó con Bessie Gurly; según la opinión de Michael Holroyd, biógrafo de Shaw, ella se casó para escapar de una tía abuela tiránica. Si, como sostienen Holroyd y otros, los motivos de George eran económicos, entonces debió quedar decepcionado, ya que Bessie le aportó poco dinero de su familia. Llegó a despreciar a su inútil y, a menudo, borracho marido, con quien compartió lo que su hijo describió más tarde como una vida de «pobreza digna».

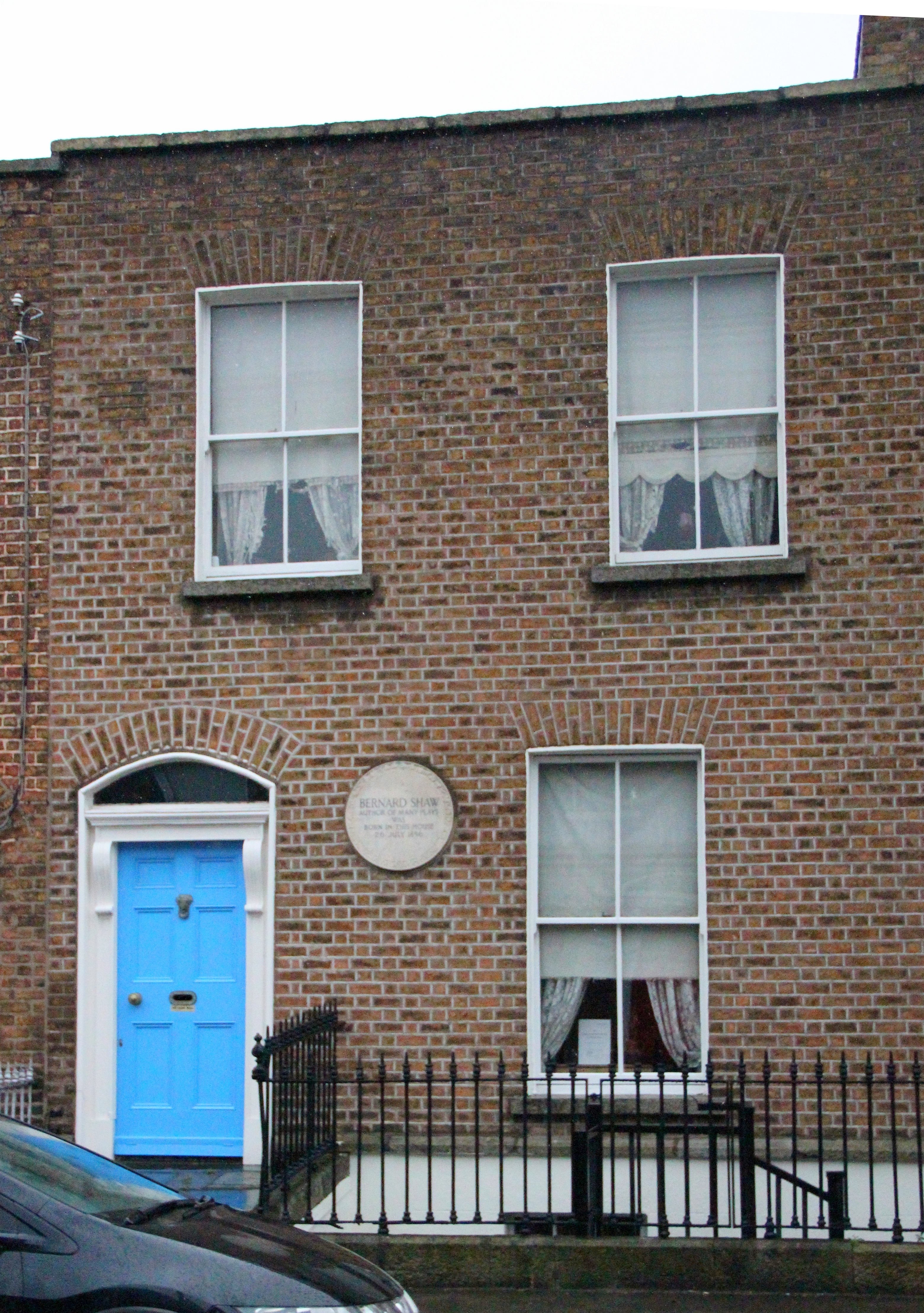
Lugar de nacimiento de Shaw (fotografía de 2012). En una placa se puede leer «Bernard Shaw, autor de muchas obras, nació en esta casa, 26 de julio de 1856».

Cuando nació Shaw, su madre venía manteniendo relaciones con George John Lee, una extravagante figura muy conocida en los círculos musicales de Dublín. Shaw mantuvo toda su vida la obsesión de que Lee pudo haber sido su padre biológico, posibilidad sobre la que no hay consenso entre los estudiosos del dramaturgo. El joven Shaw no sufrió crueldad por parte de su madre, pero más tarde recordó que su indiferencia y carencia de afecto lo perjudicaron profundamente. Encontró consuelo en la música, que abundaba en la casa. Lee era director de orquesta y maestro de canto; Bessie tenía una buena voz mezzosoprano y estaba muy influenciada por el método poco ortodoxo de Lee de la producción vocal. La casa de los Shaw estaba a menudo llena de música, con frecuentes reuniones de cantantes y músicos.
En 1862, Lee y los Shaw acordaron compartir una casa, el n.º 1 de Hatch Street, en un opulento barrio de Dublín, y una cabaña en el campo situada en Dalkey Hill, con vistas a la bahía de Killiney. Shaw, un muchacho sensible, encontró las partes menos saludables de Dublín escandalosas y angustiosas, y fue más feliz en la cabaña. Los estudiantes de Lee le dieron a menudo sus libros, que el joven leyó ávidamente; de ese modo fue adquiriendo un profundo conocimiento musical de obras corales y operísticas y se familiarizó con una amplia variedad de literatura.
Entre 1865 y 1871 asistió a cuatro escuelas, todas las cuales odiaba. Sus experiencias de colegial lo dejaron desilusionado con la educación formal: «Las escuelas y los maestros de escuela», escribió más tarde, eran «prisiones y carceleros en las cuales los niños se mantienen para evitar que molesten y estén con sus padres». En octubre de 1871 dejó la escuela para convertirse en subalterno en una firma de administradores de fincas de Dublín, donde trabajó duro y rápidamente ascendió hasta el puesto de cajero jefe. Durante este período era conocido como «George Shaw»; después de 1876, dejó de utilizar «George» y pasó a llamarse a sí mismo «Bernard Shaw».
En junio de 1873 Lee dejó Dublín para irse a Londres y nunca volvió. Dos semanas más tarde Bessie lo siguió, y las dos niñas se unieron a ella. La explicación de Shaw de por qué su madre siguió a Lee fue que sin la contribución financiera de este último, el hogar compartido tuvo que deshacerse. Solo en Dublín con su padre, Shaw compensó la ausencia de música en casa aprendiendo a tocar el piano por sí mismo.

### Londres
A principios de 1876 Shaw supo por su madre que Agnes se estaba muriendo de tuberculosis. Renunció a su trabajo con los administradores de fincas y en marzo viajó a Inglaterra para reunirse con su madre y Lucy en el funeral de Agnes. Nunca más volvió a vivir en Irlanda y no la visitó hasta 29 años después.
Inicialmente se negó a buscar un trabajo administrativo en Londres. Su madre le permitió vivir de forma gratuita en su casa de South Kensington, pero necesitaba un salario. Había abandonado su ambición adolescente de convertirse en pintor y no pensaba todavía en dedicarse a escribir como medio de vida, pero Lee le consiguió un pequeño trabajo escribiendo una columna musical, bajo el nombre de Lee, en un semanario satírico, The Hornet. Las relaciones de Lee con Bessie se habían deteriorado después de su mudanza a Londres, pero Shaw mantuvo contacto con Lee, quien le encontró trabajo como pianista en ensayos y cantante ocasional.
En algún momento se vio obligado a desempeñar trabajos de oficina. Entre tanto, consiguió un permiso de lectura para la Sala de Lectura del Museo Británico (precursora de la Biblioteca Británica) y pasaba la mayor parte de los días de la semana allí, leyendo y escribiendo. Su primer intento de escribir un drama, iniciado en 1878, fue una pieza satírica en verso blanco sobre un tema religioso, que abandonó sin acabarlo, al igual que su primer intento de escribir una novela. Su primera novela terminada, Immaturity (1879), era demasiado gris para interesar a las editoriales y no apareció hasta los años 1930. Estuvo empleado brevemente en la recién creada Edison Telephone Company en 1879-80, en la que, al igual que en Dublín, ascendió rápidamente. Sin embargo, cuando la Edison se fusionó con su rival Bell Telephone Company, decidió no buscar un puesto en la nueva organización, y se propuso una carrera a tiempo completo como autor.
Durante los siguientes cuatro años percibió unos ingresos insignificantes de la escritura y recibió ayuda económica de su madre. En 1881, en aras de la economía, y cada vez más como una cuestión de principios, se hizo vegetariano. Se dejó barba para ocultar una cicatriz en la cara causada por la viruela. En rápida sucesión escribió dos novelas más: El vínculo irracional (The Irrational Knot, 1880) y Love Among the Artists (1881), para las cuales tampoco encontró un editor; ambas se serializaron unos años más tarde en la revista socialista Our Corner.

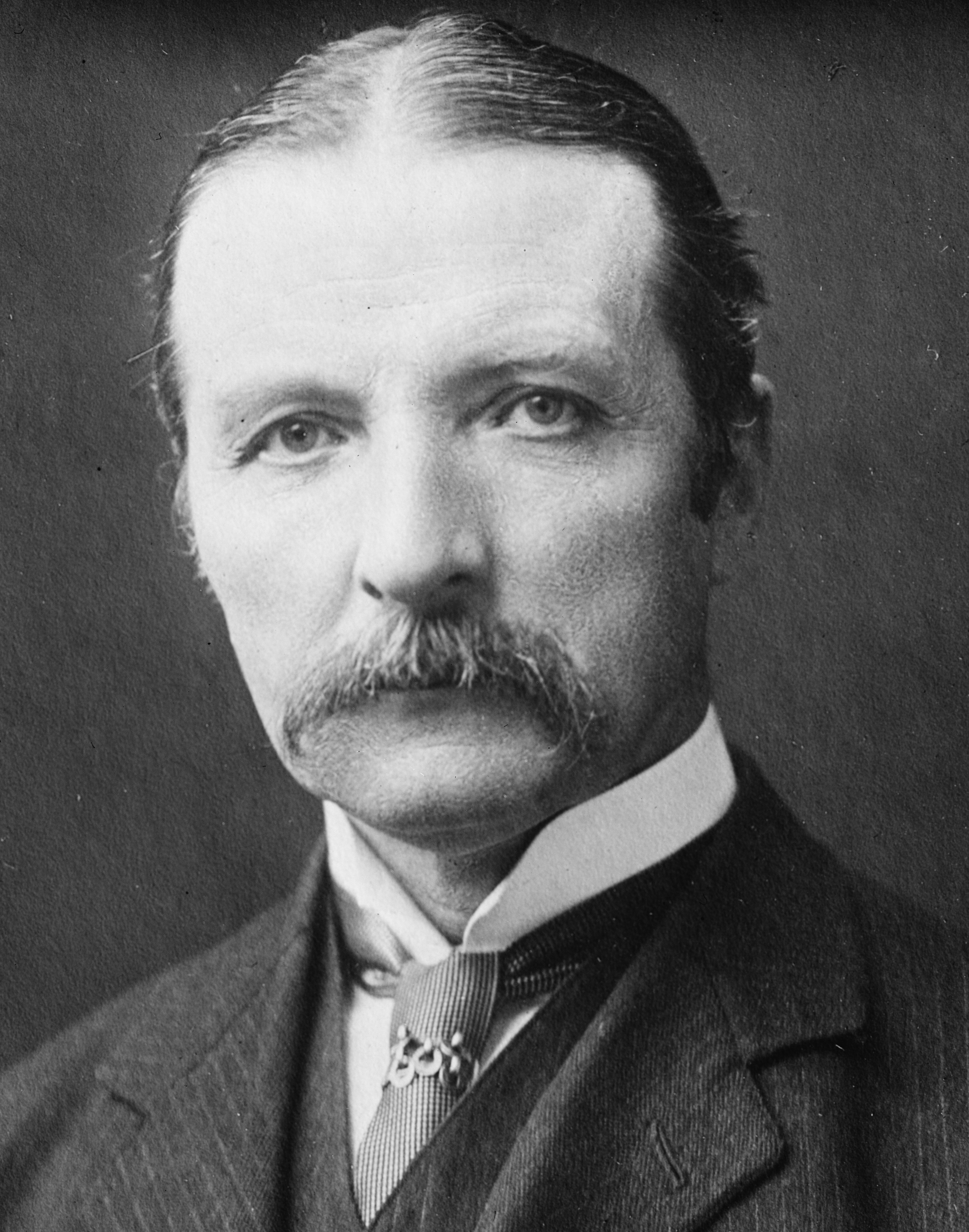
William Archer, amigo y benefactor de Shaw.

En 1880 comenzó a asistir a las reuniones de la Zetetical Society, cuyo objetivo era «buscar la verdad en todos los asuntos que afectan a los intereses de la raza humana». Allí conoció a Sidney Webb, un funcionario público menor que, como Shaw, era autodidacta. A pesar de la diferencia de estilo y temperamento, reconocieron rápidamente las cualidades el uno del otro y desarrollaron una amistad para toda la vida. Shaw reflexionó más tarde: «Sabías todo lo que yo no sabía y yo sabía todo lo que tú no sabías ... Teníamos todo para aprender el uno del otro y cerebro suficiente para hacerlo».
Su siguiente intento dramático fue una obra de teatro de un acto en francés, Un Petit Drame, escrita en 1884 pero no publicada en vida. En el mismo año el crítico William Archer le propuso una colaboración, con trama de Archer y diálogos de Shaw; el proyecto fracasó, pero Shaw retomó el bosquejo como base para Casa de viudos (Widowers' Houses) en 1892, y la relación con Archer resultó de un inmenso valor para la carrera de Shaw.

### Despertar político
El 5 de septiembre de 1882 Shaw asistió a una reunión en el Memorial Hall de Farringdon, dirigida por el economista político Henry George. Shaw leyó entonces el libro de George Progreso y miseria (Progress and Poverty, 1879), que despertó su interés en la economía. Comenzó a asistir a las reuniones de la Social Democratic Federation (SDF), donde descubrió las obras de Karl Marx, y posteriormente pasó gran parte de 1883 leyendo El capital. No le impresionó el fundador de la SDF, H. M. Hyndman, a quien encontró autocrático, malhumorado y carente de cualidades de liderazgo. Shaw dudaba de la capacidad de la SDF para embarcar a las clases trabajadoras en un movimiento radical eficaz y no se unió a ella, diciendo que prefería trabajar con sus iguales intelectuales.
Después de leer un tratado, Why Are The Many Poor?, publicado por la recién formada Sociedad Fabiana, Shaw asistió a la siguiente reunión anunciada por la sociedad, el 16 de mayo de 1884. Se hizo socio en septiembre, y antes de que acabara el año ya había proporcionado a la sociedad su primer manifiesto, publicado como Fabian Tract n.º 2 A Manifesto. Se incorporó al comité ejecutivo en enero de 1885 y, más adelante ese mismo año, reclutó a Webb y también a Annie Besant, una excelente oradora.
| «El resultado más llamativo de nuestro actual sistema de ceder la tierra y el capital nacionales a particulares ha sido la división de la sociedad en clases hostiles, con grandes apetitos y sin cenas en un extremo y grandes cenas y sin apetito en el otro.» —Shaw, Fabian Tract No. 2: A Manifesto (1884). |

De 1885 a 1889 asistió a las reuniones quincenales de la British Economic Association; esto fue, según Holroyd, «lo más cercano a una educación universitaria a lo que Shaw había llegado nunca». Esta experiencia cambió sus ideas políticas; se alejó del marxismo y se convirtió en paladín del gradualismo. Cuando en 1886-87 los Fabianos debatieron sobre si adherirse al anarquismo, como defendían Charlotte Wilson, Besant y otros, Shaw se unió a la mayoría en rechazar este planteamiento. Después de que una manifestación en Trafalgar Square dirigida por Besant fuera violentamente disuelta por las autoridades el 13 de noviembre de 1887 (hechos conocidos posteriormente como «Domingo Sangriento»), Shaw se convenció de la locura de intentar desafiar al poder de la policía. A partir de entonces, aceptó esencialmente el principio de «impregnación» propugnado por Webb: la idea de que el mejor socialismo podría conseguirse mediante la infiltración de personas e ideas en los partidos políticos existentes.
A lo largo de la década de 1880 la Sociedad Fabiana se vio reducida, y su mensaje de moderación a menudo no se escuchaba entre otras voces más estridentes. Su notoriedad resurgió en 1889 con la publicación de Ensayos fabianos sobre el socialismo (Fabian Essays in Socialism), editado por Shaw, quien también escribió dos de los ensayos. El segundo de ellos, «Transition», pormenoriza la cuestión del gradualismo y la penetración, afirmando que «la necesidad de un cambio cauteloso y gradual debe ser obvia para todos». En 1890 Shaw elaboró el Tract n.º 13, What Socialism Is, una revisión de un tratado anterior en el cual Charlotte Wilson había definido el socialismo en términos anarquistas. En la nueva versión de Shaw, se aseguró a los lectores que «el socialismo puede llevarse a cabo de una manera perfectamente constitucional por las instituciones democráticas».

### Novelista y crítico
A mediados de la década de 1880 se produjo un punto de inflexión en la vida de Shaw, tanto personal como profesionalmente: perdió su virginidad, publicó dos novelas y comenzó su carrera como crítico. Había sido célibe hasta su vigésimo noveno cumpleaños, cuando su timidez fue superada por Jane (Jenny) Patterson, una viuda algunos años mayor. Su aventura continuó, no siempre con fluidez, durante ocho años. La vida sexual de Shaw ha provocado muchas especulaciones y debate entre sus biógrafos, pero hay consenso en que la relación con Patterson fue una de sus pocas relaciones románticas no platónicas.
Las novelas publicadas, ninguna de ellas comercialmente exitosa, fueron sus dos últimos esfuerzos en este género: La profesión de Cashel Byron (Cashel Byron's Profession) escrita en 1882-83 y Un socialista asocial (An Unsocial Socialist), iniciada y finalizada en 1883. Esta última fue publicada por entregas en la revista ToDay en 1884, aunque no apareció en forma de libro hasta 1887. Cashel Byron apareció en la revista y en forma de libro en 1886.
En 1884 y 1885, gracias a la influencia de Archer, Shaw fue contratado para escribir críticas de libros y música para los periódicos de Londres. Cuando Archer renunció como crítico de arte de The World en 1886 aseguró a Shaw como su sucesor. William Morris y John Ruskin eran las dos figuras de su época cuyas opiniones más admiraba en el mundo del arte, y trató de seguir sus preceptos en sus críticas. Su énfasis en la moralidad atrajo a Shaw, que rechazó la idea del arte por el arte, e insistió en que todo buen arte debía ser didáctico.
De sus diversas actividades críticas que realizó durante las décadas de 1880 y 1890, por la que fue más conocido era la de crítico musical. Después de ejercer como diputado en 1888, se hizo crítico musical del periódico The Star de Londres en febrero de 1889, escribiendo bajo el seudónimo de «Corno di Bassetto». En mayo de 1890 volvió al The World, donde escribió una columna semanal como «G.B.S.» durante más de cuatro años. En la versión del año 2016 del Grove Dictionary of Music and Musicians, Robert Anderson escribía: «La colección de escritos sobre música de Shaw son únicos en su dominio de la fluidez inglesa y compulsiva». Shaw dejó de ser crítico musical asalariado en agosto de 1894, pero publicó artículos ocasionales sobre el tema a lo largo de su carrera, el último de los cuales escrito en 1950.
De 1895 a 1898 fue el crítico teatral del The Saturday Review, editado por su amigo Frank Harris. Al igual que en The World, utilizó «G.B.S.» como pie de autor. Hizo campaña contra las convenciones artificiales y las hipocresías del teatro victoriano y demandó obras de ideas realistas y de personajes verídicos. Por esta época se había embarcado con fervor hacia una carrera como dramaturgo: «Había iniciado precipitadamente el proceso, y en lugar de dejarlo colapsar, construí la evidencia».

### Dramaturgo y político: años 1890
Después de utilizar la trama de la fallida colaboración de 1884 con Archer para concluir Casa de viudos  —se representó dos veces en Londres, en diciembre de 1892—, continuó escribiendo obras de teatro. Al principio los progresos fueron lentos; The Philanderer, escrita en 1893 pero no publicada hasta 1898, tuvo que esperar hasta 1905 para su puesta en escena. Del mismo modo, Trata de blancas (Mrs Warren's Profession, 1893) fue escrita cinco años antes de su publicación y nueve años antes de llegar a un escenario.

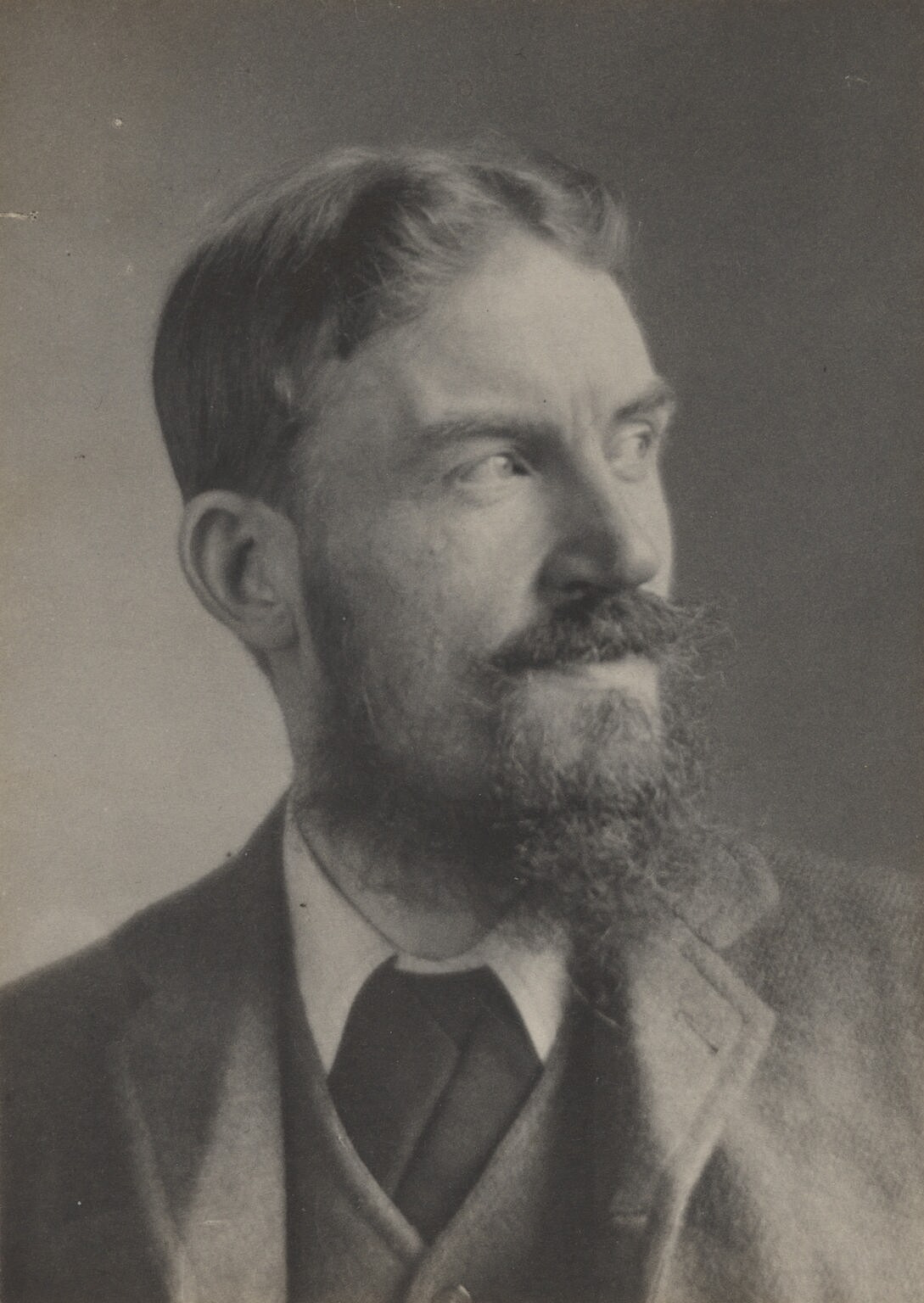
Shaw en 1894, año del estreno de El hombre y las armas.

Su primer éxito de taquilla fue El hombre y las armas (Arms and the Man, 1894), una parodia quimérica que satirizaba las convenciones amorosas, el honor militar y las clases. La prensa encontró la obra demasiado extensa y acusó a Shaw de mediocre, de burlarse del heroísmo y el patriotismo, ingenio insensible, y de imitar el estilo de W. S. Gilbert. El público no era de la misma opinión, y la dirección del teatro puso en escena representaciones matinales adicionales para satisfacer la demanda. La obra se representó de abril a julio, hizo una gira por provincias y se representó en Nueva York. Ganó 341 £ en concepto de derechos de autor durante su primer año, una cantidad suficiente para que pudiera renunciar a su trabajo remunerado como crítico musical. Entre el reparto de la producción londinense se encontraba Florence Farr, con quien Shaw mantuvo una relación romántica entre 1890 y 1894, con gran resentimiento por parte de Jenny Patterson.
El éxito de El hombre y las armas no tuvo una réplica inmediata. Cándida, que mostraba a una mujer joven que escogió una opción romántica convencional por razones no convencionales, solo se representó una vez en South Shields en 1895; en 1897 una obra de teatro en un acto sobre Napoleón titulada El hombre del destino (The Man of Destiny tuvo una única puesta en escena en Croydon. En los años 1890, sus obras eran más conocidas en forma impresa que en los escenarios de los teatros del West End; su mayor éxito de la década fue en 1897 en Nueva York, cuando la producción de Richard Mansfield de su melodrama histórico El discípulo del diablo (The Devil's Disciple) le supuso más de 2000 £ en derechos de autor.
En enero de 1893 asistió como delegado fabiano a la conferencia de Bradford que condujo a la fundación del Partido Laborista Independiente. Era escéptico con respecto al nuevo partido, y menospreciaba la posibilidad de que pudiera cambiar la lealtad de la clase obrera del deporte a la política. Persuadió a la conferencia de que adoptara resoluciones que suprimieran los impuestos indirectos y que gravara las rentas no salariales «hasta su extinción». De vuelta en Londres, Shaw realizó lo que la socialista y escritora Margaret Cole, en su historia fabiana, denomina «gran filípica» contra la administración liberal minoritaria que había llegado al poder en 1892. En el tratado To Your Tents, O Israel, censuraba al gobierno por ignorar los asuntos sociales y concentrarse únicamente en el Home Rule irlandés, una cuestión que Shaw consideró sin relevancia para el socialismo. En 1894 la Sociedad Fabiana recibió un sustancioso legado de un simpatizante, Henry Hunt Hutchinson; Webb, quien presidió el consejo de administración designado para supervisar el legado, propuso utilizar la mayor parte de este dinero para fundar una escuela de economía y política. Shaw se opuso, pues pensaba que esa operación era contraria al propósito específico del legado. Finalmente lo convencieron para apoyar la propuesta y la London School of Economics and Political Science abrió sus puertas en el verano de 1895.
A finales de la década de 1890, sus actividades políticas disminuyeron cuando se concentró en hacerse un nombre como dramaturgo. En 1897 lo convencieron para ocupar una vacante de «vestryman» (miembro de la junta parroquial) en el distrito londinense de St. Pancras. Al menos inicialmente, Shaw se tomó en serio sus responsabilidades municipales; cuando el gobierno de Londres se reformó en 1899 y la parroquia de St. Pancras se convirtió en el municipio metropolitano de St. Pancras, fue elegido para el recién formado consejo municipal.

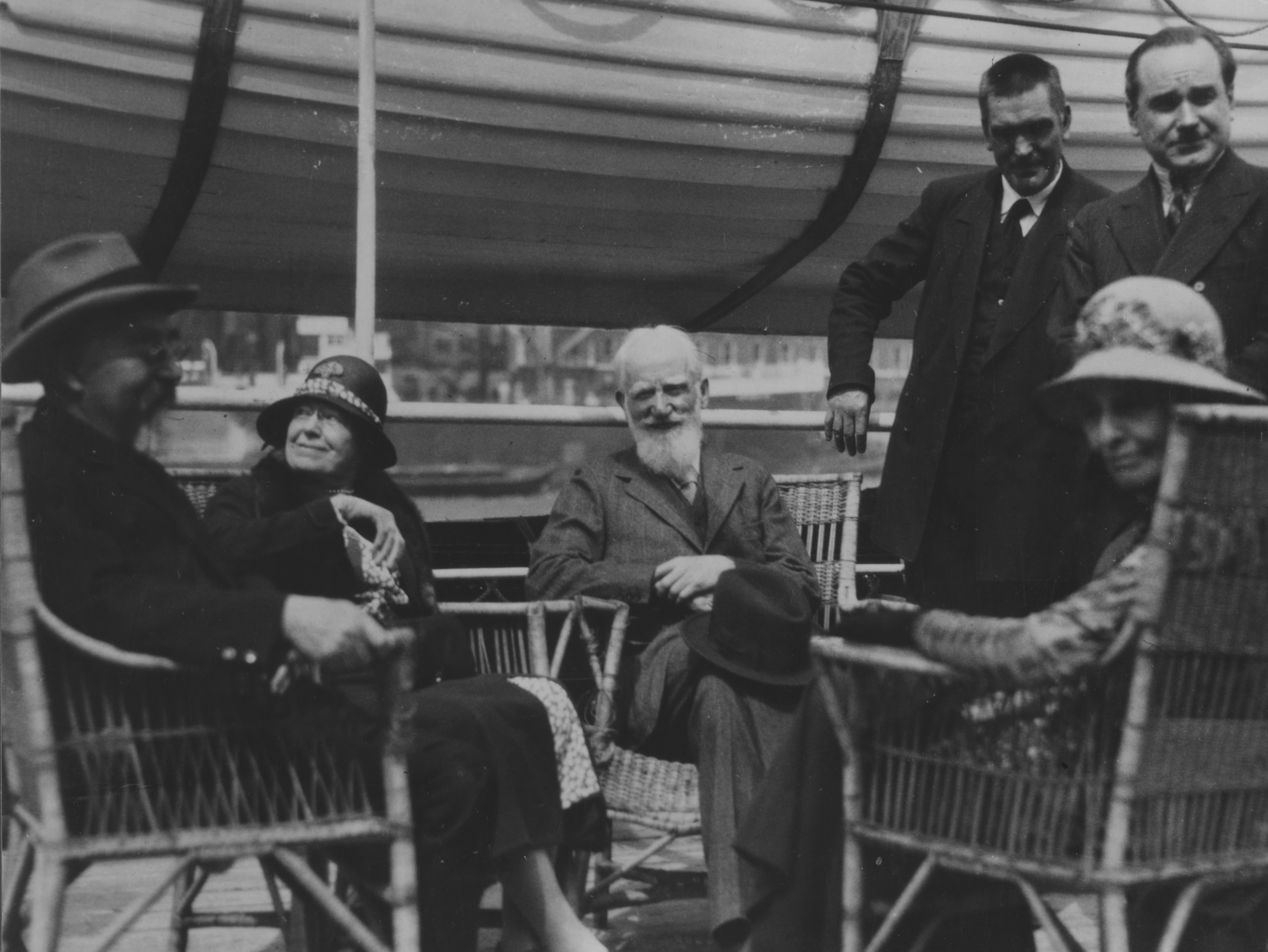
Charlotte y Bernard (en el centro) con Sidney y Beatrice Webb (sentados a los lados), partiendo para un viaje a Rusia en 1932.

En 1898, como resultado del exceso de trabajo, la salud de Shaw se resintió. Fue cuidado por Charlotte Payne-Townshend, una rica mujer anglo-irlandesa a quien había conocido a través de los Webb; el año anterior ella le había propuesto que se casaran. Él no había aceptado, pero cuando ella insistió en cuidarlo en su casa de campo, Shaw, preocupado porque esto pudiera provocar un escándalo, accedió al matrimonio. La ceremonia tuvo lugar el 1 de junio de 1898, en la oficina de registro  de Covent Garden. Ambos tenían cuarenta y un años de edad. Según el biógrafo y crítico St. John Ervine, «su vida en común fue totalmente feliz». No hubo hijos del matrimonio, que generalmente se cree que nunca se consumó; si esto era exclusivamente por deseo de Charlotte, como a Shaw le gustaba insinuar, está menos acreditado. En las primeras semanas del matrimonio, Shaw estaba muy ocupado escribiendo su análisis marxista del ciclo de óperas de Wagner El anillo del nibelungo, publicado como El perfecto wagneriano (The Perfect Wagnerite) a finales de 1898. En 1906 los Shaw compraron una casa de campo en Ayot St. Lawrence, a la que pusieron de nombre Shaw's Corner y en la que vivieron durante el resto de sus vidas, aunque conservaron un apartamento en Londres en el Adelphi y más tarde en Whitehall Court.

### Etapa de éxito: 1900-1914
Durante la primera década del siglo XX, Shaw se ganó una sólida reputación como dramaturgo. En 1904 J. E. Vedrenne y Harley Granville-Barker montaron una compañía en el Royal Court Theatre en Sloane Square, Chelsea, para representar drama moderno. Durante los siguientes cinco años escenificaron catorce obras se Shaw. La primera, La otra isla de John Bull (John Bull's Other Island, 1904), una comedia sobre un inglés en Irlanda, atrajo a políticos de primer orden, incluido el rey Eduardo VII, del que se cuenta como anécdota que tanto se reía que rompió su butaca. Se evitó su representación en el Abbey Theatre de Dublín, por miedo a la afrenta que podría provocar, aunque se representó en el Royal Theatre de la ciudad en noviembre de 1907. Más tarde, Shaw escribió que William Butler Yeats, que había solicitado la obra, «obtuvo algo más de lo que él esperaba ... No congeniaba con el espíritu del movimiento neo-gaélico, que estaba empeñado en crear una nueva Irlanda en busca de su propio ideal, mientras que mi obra es una representación muy intransigente con la auténtica vieja Irlanda». Sin embargo, Shaw y Yeats eran buenos amigos; Yeats y Lady Gregory trataron sin éxito de persuadir a Shaw para que asumiera la codirección del Abbey Theatre vacante tras la muerte de J. M. Synge en 1909. Shaw admiraba a otras figuras del renacimiento literario irlandés, como George Russell y James Joyce, y era buen amigo de Sean O'Casey, que se inspirara para convertirse en dramaturgo después de leer John Bull's Other Island.

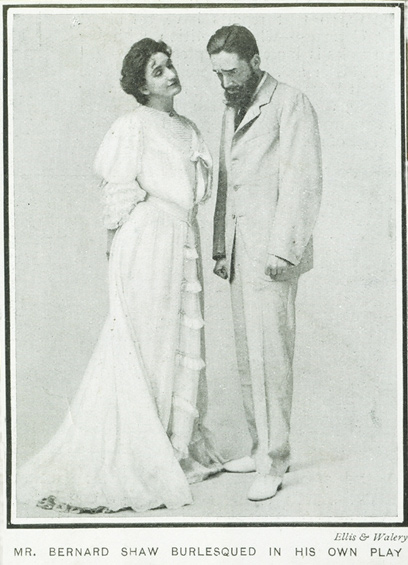
Harley Granville Barker y Lillah McCarthy en la primera producción de Hombre y superhombre, Royal Court Theatre, Londres, 1905.

Hombre y superhombre (Man and Superman), finalizada en 1902, fue un éxito tanto en el Royal Court en 1905 como en la producción de Robert Loraine en Nueva York en el mismo año. Entre las obras de Shaw producidas por Vedrenne y Granville-Barker se encontraban La comandante Bárbara (Major Barbara, 1905), que contrastaba la moralidad de los fabricantes de armas y el Ejército de Salvación; El dilema del doctor (The Doctor's Dilemma, 1906), una obra seria sobre ética profesional; y César y Cleopatra (Caesar and Cleopatra), representada en Nueva York en 1906 y en Londres el año siguiente, réplica de Shaw al Antonio y Cleopatra de Shakespeare.
Ahora autor ya próspero y establecido, Shaw experimentó con formas teatrales poco ortodoxas, descritas por su biógrafo Stanley Weintraub como «drama de debate» y «farsa seria». Entre estas obras están Llegando a casarse (Getting Married, estrenada en 1908), El compromiso de Blanco Posnet (The Shewing-Up of Blanco Posnet, 1909), Matrimonio desigual (Misalliance, 1910), y La primera obra de Fanny (Fanny's First Play, 1911). Blanco Posnet fue prohibido por motivos religiosos por el Lord Chambelán (por aquel tiempo censor oficial de teatro en Inglaterra), por lo que se representó en su lugar en Dublín, donde llenó por completo el foro del Abbey Theatre. La primera obra de Fanny, una comedia sobre suffragettes, fue la puesta en escena inicial más duradera de todas las obras de Shaw (622 representaciones).

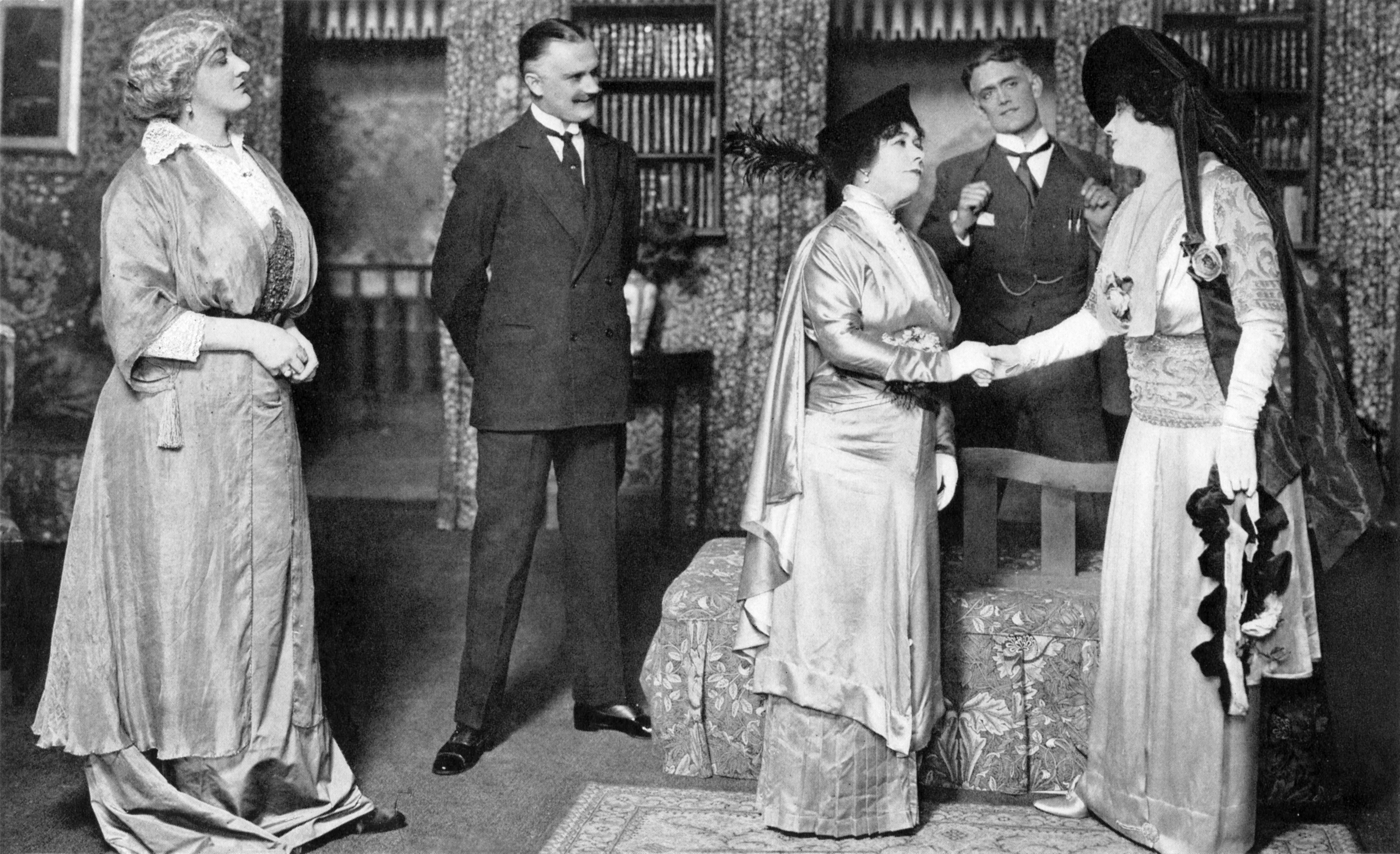
Philip Merivale (segundo desde la derecha) y Mrs. Patrick Campbell (a la derecha), en la representación de Pigmalión en Broadway en 1914.

Androcles y el león (Androcles and the Lion, 1912), un estudio menos herético que Blanco Posnet sobre las posturas religiosas verdaderas y falsas, se mantuvo en cartel ocho semanas entre septiembre y octubre de 1913. La siguió una de sus obras de mayor éxito, Pigmalión (Pygmalion), escrita en 1912 y puesta en escena en Viena el año siguiente, y en Berlín poco después. Shaw comentó: «Es costumbre de la prensa inglesa cuando se estrena una de mis obras, informar al mundo que no es una obra de teatro: que es aburrida, blasfema, impopular y un fracaso financiero ... De ahí surgió una petición urgente por parte de los productores teatrales de Viena y Berlín de que debía hacer que fueran ellos los que las representaran primero.» La producción británica se estrenó en abril de 1914, protagonizada por Sir Herbert Tree y Mrs. Patrick Campbell en los papeles de un profesor de fonética, y Eliza, una joven florista cockney. Hubo con anterioridad una aventura entre Shaw y Campbell que causó una considerable preocupación a su esposa, pero en el momento del estreno de Londres ya había terminado. La obra llenó el aforo del teatro hasta julio, cuando Tree insistió en irse de vacaciones, finalizando la producción. La coprotagonista viajó entonces a los Estados Unidos para representar allí la obra.

### Años fabianos: 1900-1913

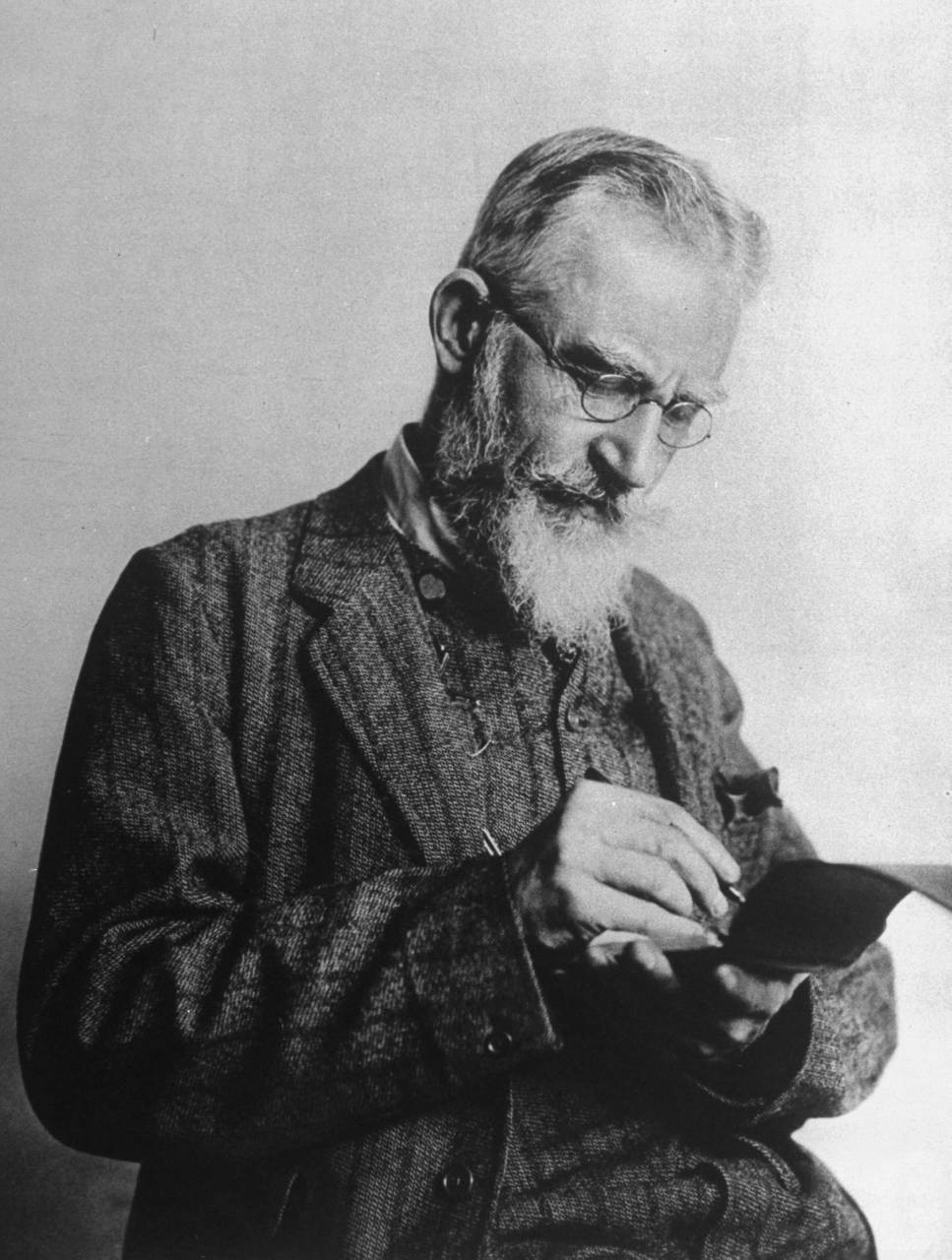
Shaw, en 1914.

En 1899, cuando se inició la segunda guerra bóer, Shaw quería que la Sociedad Fabiana adoptara una postura neutral sobre lo que él consideraba, como el Home Rule, un asunto «no socialista». Otros, incluido el futuro primer ministro británico Ramsay MacDonald, eran partidarios de una oposición inequívoca en contra de la guerra, que consideraban como una consecuencia del imperialismo, y abandonaron la Sociedad cuando esta respaldó la postura de Shaw. En el manifiesto fabiano sobre la guerra, Fabianism and the Empire (1900), Shaw declaró que «hasta que la Federación Mundial se convierta en un hecho consumado debemos aceptar las federaciones imperiales disponibles más responsables como sustitutos».
Con el inicio del nuevo siglo, Shaw estaba cada vez más desilusionado por la escasa influencia de los fabianos en la política nacional. Por ello, aunque fue nombrado delegado, no asistió a la conferencia fabiana de Londres en el Memorial Hall en febrero de 1900 que creó el Comité de Representación Laboral, precursor del actual Partido Laborista británico. Hacia 1903, cuando terminó su mandato como concejal municipal, había perdido su entusiasmo inicial: «Después de seis años de concejal de distrito estoy convencido de que los consejos de distrito deberían ser abolidos». Sin embargo, en 1904 se presentó a las elecciones del London County Council, en las que, después de una excéntrica campaña que Holroyd caracteriza como «[haciéndola] completamente seguro de no ser elegido», fue debidamente derrotado. Fue la última incursión de Shaw en la política electoral. A nivel nacional, las elecciones generales de 1906 trajeron una amplia mayoría liberal y la entrada de 29 diputados laboristas. Shaw vio este resultado con escepticismo; tenía una pobre opinión del nuevo primer ministro, Henry Campbell-Bannerman, y consideraba a los diputados laboristas intrascendentes: «Pido perdón al universo por mi conexión con ese partido».
En los años posteriores a las elecciones de 1906, consideró que los fabianos necesitaban un nuevo liderazgo, que vieron en su colega escritor H. G. Wells, quien se había unido a la sociedad en febrero de 1903. Las ideas de Wells para la reforma, en particular sus propuestas para una cooperación más estrecha con el Partido Laborista Independiente, lo situaban en desacuerdo con la «Vieja banda» de la sociedad, liderada por Shaw. Según Cole, Wells «tenía una escasa capacidad para exponer sus ideas en reuniones públicas contra el cualificado y practicado virtuosismo de Shaw». A juicio de Shaw, «la Vieja banda no acabó con Wells, se aniquiló a sí mismo». Wells abandonó la sociedad en septiembre de 1908; Shaw permaneció como miembro, pero dejó el comité ejecutivo en abril de 1911. Posteriormente se preguntó si la Vieja banda debería haber cedido el paso a Wells algunos años antes: «solo Dios sabe si la Sociedad no lo habría hecho mejor». Aunque menos activo (culpó a su avanzada edad) Shaw continuó siendo fabiano.
En 1912 invirtió 1000 libras esterlinas por una quinta parte en la nueva empresa editorial de los Webb, el semanario socialista The New Statesman, que apareció en abril de 1913. Se convirtió en director fundador, publicista y posteriormente colaborador, la mayor parte de las veces de forma anónima. Pronto estuvo en desacuerdo con el editor de la revista, Clifford Sharp, que en 1916 estaba rechazando sus contribuciones («el único periódico en el mundo que se niega a publicar algo mío», según Shaw).

### Primera Guerra Mundial
Tras el estallido de la Primera Guerra Mundial en agosto de 1914, Shaw escribió su tratado Common Sense About the War, que sostenía que las naciones en guerra eran culpables por igual. Este planteamiento era motivo de repulsa en una atmósfera de ferviente patriotismo, y ofendía a muchos de los amigos de Shaw; Ervine documenta que «su aparición en cualquier función pública causó la salida inmediata de muchos de los presentes».
A pesar de su reputación errante, sus habilidades propagandísticas fueron reconocidas por las autoridades británicas, y a principios de 1917 fue invitado por el mariscal de campo Douglas Haig a visitar los campos de batalla del Frente Occidental. El informe de 10 000 palabras de Shaw, que enfatizaba los aspectos humanos de la vida del soldado, fue bien recibido y se volvió una voz menos solitaria. En abril de 1917 se unió al consenso nacional para dar la bienvenida a la entrada de Estados Unidos en la guerra: «un activo moral de primera clase para la causa común contra el junkerismo».
Durante la guerra estrenó tres obras cortas. El inca de Perusalem (The Inca of Perusalem), escrito en 1915, tuvo problemas con el censor parodiar no solo al enemigo sino al mando militar británico; se representó en 1916 en el Birmingham Repertory Theatre. O'Flaherty V.C., que satirizaba la actitud del gobierno con los reclutas irlandeses, fue prohibido en el Reino Unido y fue presentado en una base del Real Cuerpo Aéreo en Bélgica en 1917. A Augustus Does His Bit, una farsa genial, se le concedió una licencia y se estrenó en el Royal Court Theatre en enero de 1917.

### Irlanda

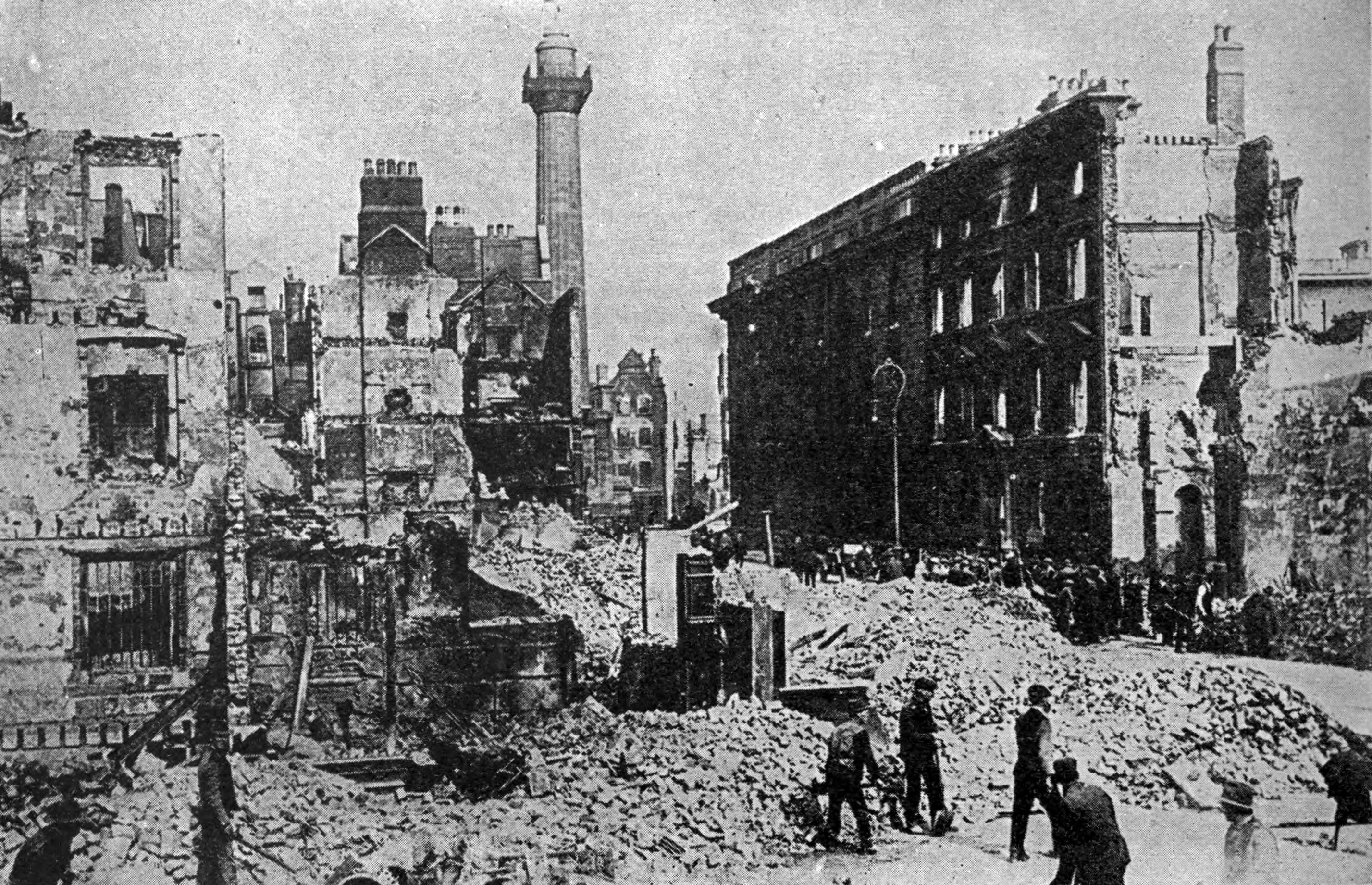
El centro de la ciudad de Dublín en ruinas tras el alzamiento de Pascua de abril de 1916.

Durante mucho tiempo Shaw había apoyado el principio del Home Rule irlandés dentro del Imperio británico (que creía que debía convertirse en la Commonwealth británica). En abril de 1916 escribió de manera mordaz en The New York Times sobre el nacionalismo irlandés militante: «En el punto de no aprender nada y de no olvidar nada, estos compatriotas míos no dejan a los Borbones en ninguna parte». La independencia total, afirmó, era irrealizable; la alianza con un poder más grande (preferiblemente Inglaterra) era esencial. El Alzamiento de Pascua de Dublín ese mismo mes lo cogió por sorpresa. Después de su represión por parte de las fuerzas británicas, expresó su horror por la ejecución sumaria de los líderes rebeldes, pero siguió creyendo en alguna forma de unión anglo-irlandesa. En How to Settle the Irish Question (1917), concevía una solución federal, con parlamentos nacional e imperial. Holroyd indica que para entonces el partido separatista Sinn Féin estaba ascendiendo, y los planteamientos moderados de Shaw y otros fueron olvidados.
En la posguerra, Shaw estaba desesperado por las políticas coercitivas del gobierno británico hacia Irlanda, y se unió a sus colegas escritores Hilaire Belloc y G. K. Chesterton en la condena pública de estas acciones. El Tratado anglo-irlandés de diciembre de 1921 condujo a la partición de Irlanda entre el norte y el sur, una disposición que consternó a Shaw. En 1922 estalló una guerra civil en el sur entre las facciones pro y anti tratado, donde la primera de ellas acabaría estableciendo lo que sería el Estado Libre Irlandés. Shaw visitó Dublín en agosto y conoció a Michael Collins, por entonces jefe del Gobierno Provisional del Estado Libre Irlandés. Shaw quedó impresionado con Collins y se entristeció cuando, tres días más tarde, el líder irlandés fue emboscado y asesinado por las fuerzas anti-tratado. En una carta a la hermana de Collins, Shaw escribió: «Conocí a Michael por primera y última vez el sábado pasado, y estoy muy contento de haberlo hecho. Me regocijo en su memoria, y no seré tan desleal a ella como para lloriquear sobre su valiente muerte». Shaw siguió siendo súbdito británico toda su vida, pero adquirió doble nacionalidad británico-irlandesa en 1934.

### Años 1920

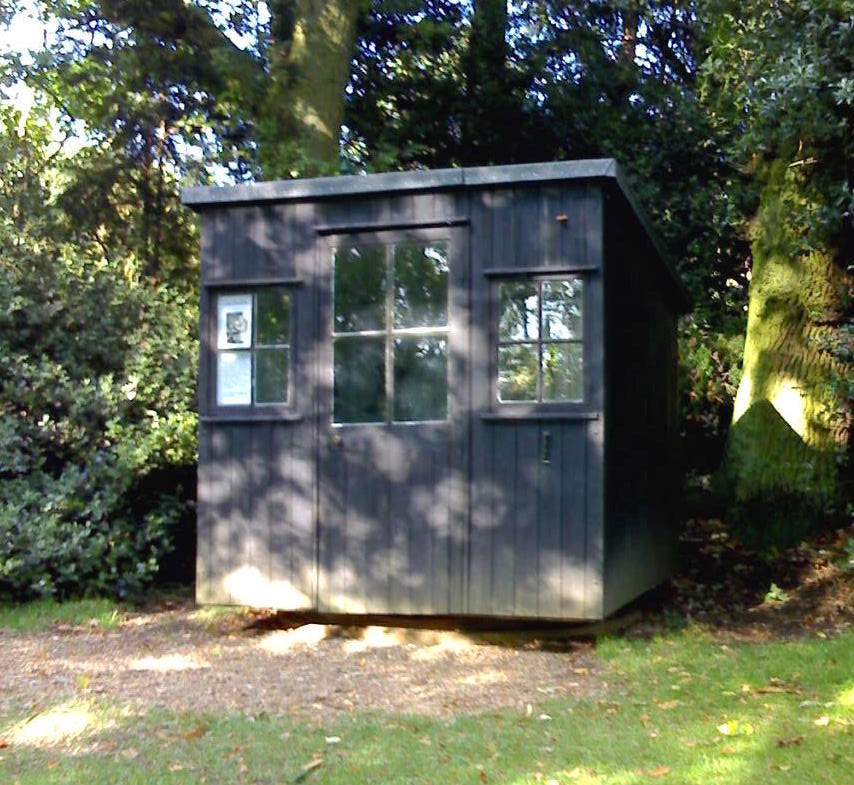
Cabaña giratoria en el jardín de Shaw's Corner, donde Shaw solía escribir sus obras.

Su primera obra importante tras la guerra fue La casa de las penas (Heartbreak House), escrita en 1916-17 y estrenada en 1920. Se representó en Broadway en noviembre y tuvo una fría acogida; según The Times: «El Sr. Shaw en esta ocasión tiene más de lo habitual que decir y se toma el doble de tiempo que lo habitual para decirlo». Después del estreno en Londres en octubre de 1921, The Times coincidió con los críticos estadounidenses: «Como de costumbre con el Sr. Shaw, la obra dura aproximadamente una hora», aunque contiene «mucho entretenimiento y alguna reflexión provechosa». Ervine en The Observer consideró que la obra era brillante pero pesadamente interpretada, excepto en el caso de Edith Evans en su papel de Lady Utterword.
Su obra teatral más extensa fue Volviendo a Matusalén (Back to Methuselah), escrita en 1918-20 y puesta en escena en 1922. Weintraub la describe como «el intento de Shaw de defenderse 'del pozo sin fondo de un pesimismo desalentador'». Este serie de cinco obras interrelacionadas representa la evolución y los efectos de la longevidad, desde el Jardín del Edén hasta el año 31920 d. C. Los críticos encontraron las cinco obras sorprendentemente desiguales en calidad e ingenio. La puesta en escena inicial fue breve, y la obra ha sido representada posteriormente en pocas ocasiones. Shaw sintió que había agotado lo que le quedaba de sus dotes creativas en la inmensa envergadura de este «Pentateuco Metabiológico». Tenía sesenta y siete años, y pensaba que no escribir más obras.
Este estado de ánimo duró poco. En 1920 Juana de Arco fue declarada santa por el papa Benedicto XV; desde hacía mucho tiempo Shaw había considerado a Juana un personaje histórico interesante, y su visión sobre ella varió entre «genio poco inteligente» y alguien de «sensatez excepcional». Había considerado escribir una obra sobre ella en 1913, y la canonización le llevó a retomar el tema. Escribió Santa Juana (Saint Joan) a mediados de 1923 y la obra se estrenó en Broadway en diciembre, donde fue recibida con entusiasmo,
 al igual que en su representación en Londres el mes de marzo siguiente. En palabras de Weintraub, «incluso el comité del premio Nobel ya no podía ignorar a Shaw después de Santa Juana». La motivación para la concesión del Premio Nobel de Literatura de 1925 lo elogió por «su trabajo marcado por el idealismo y la humanidad, su sátira estimulante que a menudo se infunde con una singular belleza poética». Shaw aceptó el galardón, pero rechazó el importe monetario que lo acompañaba, con el argumento de que «Mis lectores y mi público me proporcionan dinero más que suficiente para mis necesidades».
Pasaron 5 años tras Santa Juana para que escribiera una nueva obra de teatro. A partir de 1924, pasó cuatro años escribiendo lo que describió como su «magnum opus», un tratado político titulado Manual de socialismo y capitalismo para mujeres inteligentes (The Intelligent Woman's Guide to Socialism and Capitalism). El libro fue publicado en 1928 y tuvo buenas ventas. Al final de la década escribió su último tratado fabiano, un comentario sobre la Sociedad de las Naciones, donde describió a la Liga como «una escuela para la nueva capacidad política internacional en contra de la antigua diplomacia del Foreign Office», pero consideraba que todavía no se había convertido en la «Federación Mundial».
Volvió al teatro con lo que él llamó «una extravagancia política», El carro de las manzanas (The Apple Cart)), escrita a finales de 1928. Fue, según Ervine, inesperadamente popular, adoptando una línea conservadora, monárquica y antidemocrática que atrajo al público contemporáneo. El estreno fue en junio de 1928 en Varsovia, y la primera producción británica dos meses más tarde en el primer Malvern Festival, fundado por Shaw junto con el director teatral Sir Barry Jackson. Otro artista eminente estrechamente relacionado con el festival fue el compositor Edward Elgar, con quien Shaw mantuvo de una profunda amistad y respeto mutuo. Describió El carro de las manzanas a Elgar como «una escandalosa parodia aristofánica de la política democrática, con un breve pero chocante interludio sexual».
Durante la década de 1920 comenzó a perder la fe en la idea de que la sociedad podría cambiarse a través del gradualismo fabiano, y estuvo cada vez más fascinado con los métodos dictatoriales. En 1922 había dado la bienvenida a la llegada de Mussolini al poder en Italia, comentando que en medio de la «indisciplina y confusión y paralización parlamentaria», Mussolini era «el tipo correcto de tirano». Shaw estaba dispuesto a tolerar ciertos excesos dictatoriales; en su Dictionary of National Biography Weintraub comenta que el «flirteo con regímenes autoritarios de entreguerras» de Shaw tardó mucho tiempo en desaparecer, y Beatrice Webb pensaba que estaba «obsesionado» con Mussolini.

### Años 1930
El entusiasmo de Shaw por la Unión Soviética se remonta a principios de la década de 1920 cuando había alabado a Lenin como «el estadista más interesante de Europa». Tras haber rechazado varias oportunidades de visitarla, en 1931 se unió a un grupo liderado por Nancy Astor. El viaje, cuidadosamente dirigido, culminó con una prolongada reunión con Stalin, a quien Shaw describió más adelante como «un caballero georgiano» que carecía de malicia. En una cena celebrada en su honor, Shaw dijo a los asistentes: «He visto todos sus 'terrores' y estuve enormemente complacido por ellos». En marzo de 1933 Shaw fue cosignatario de una carta dirigida al The Manchester Guardian en la que se protestaba por la continua tergiversación de los logros soviéticos: «Ninguna mentira es demasiado fantástica, ninguna calumnia es demasiado rancia ... para el empleo por los elementos más imprudentes de la prensa británica».
La admiración de Shaw por Mussolini y Stalin demostró su creciente creencia de que la dictadura era el único orden político viable. Cuando el Partido Nazi llegó al poder en Alemania en enero de 1933, Shaw describió a Hitler como «un hombre muy notable, un hombre muy capaz», y se declaró orgulloso de ser el único escritor en Inglaterra que era «escrupulosamente educado y justo con Hitler». Su principal admiración fue por Stalin, cuyo régimen defendió sin crítica durante toda la década. Shaw vio el Pacto Ribbentrop-Mólotov de 1939 como un triunfo para Stalin, quien, dijo, ahora tenía a Hitler bajo su pulgar.

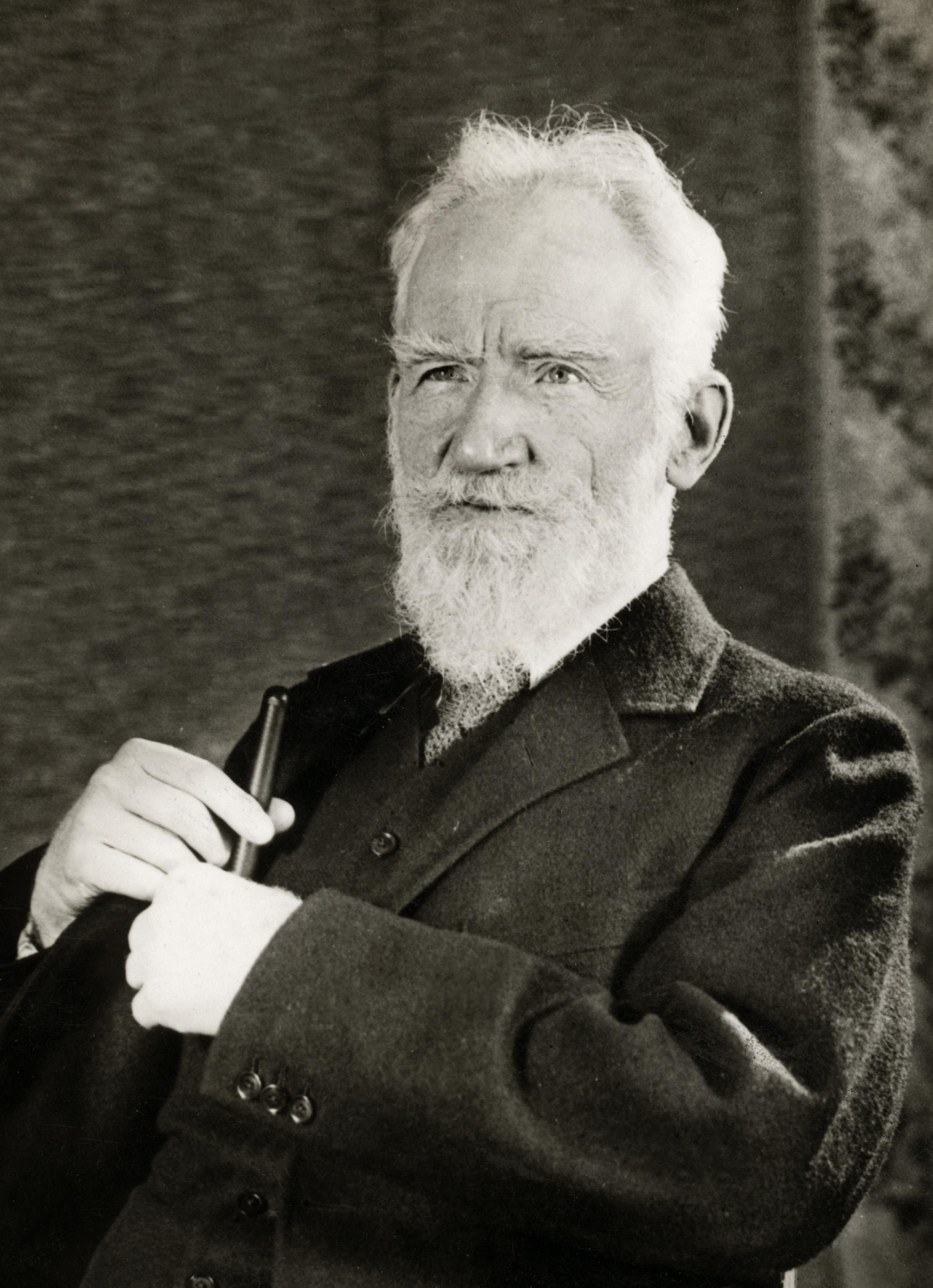
Shaw, en 1936.

Su primera obra de la década fue Too True to be Good, escrita en 1931 y estrenada en Boston en febrero de 1932. La recepción fue poco entusiasta. Brooks Atkinson, del The New York Times, comentó que Shaw había «cedido ante el impulso de escribir sin tener un tema», juzgó que la obra era una «inconexa e indiferentemente tediosa conversación». El corresponsal del New York Herald Tribune dijo que la mayor parte de la obra eran «discursos, conferencias increíblemente largas» y que aunque la audiencia disfrutaba de la obra se sentía desconcertada por ella.
Durante la década Shaw viajó con frecuencia. La mayor parte de sus viajes eran con Charlotte, a quien le gustaban los viajes en los transatlánticos y donde encontró paz para escribir durante las largas travesías por mar. Shaw se encontró con una entusiasta bienvenida en la Unión Sudafricana en 1932, a pesar de sus duros comentarios sobre la división racial del país. En diciembre de 1932 la pareja se embarcó en un crucero alrededor del mundo. En marzo de 1933 llegaron a San Francisco, para comenzar la primera visita de Shaw a los Estados Unidos. Anteriormente se había negado a ir a «ese horrible país, ese lugar incivilizado», «no apto para gobernarse a sí mismo ... intolerante, supersticioso, vulgar, violento, anárquico y arbitrario». Visitó Hollywood, que no le impresionó, y Nueva York, donde dio una conferencia en el Metropolitan Opera House. Agobiado por las molestas atenciones de la prensa, Shaw se alegró cuando su barco partió desde el puerto de Nueva York. Al año siguiente viajaron a Nueva Zelanda, al que él consideró «el mejor país en el que he estado»; instó a su población a tener más confianza y reducir su dependencia comercial con Gran Bretaña. Aprovechó las semanas de travesía por el mar para finalizar dos obras, The Simpleton of the Unexpected Isles y The Six of Calais, y comenzar a trabajar en una tercera, La millonaria (The Millionairess).
A pesar de su desprecio por Hollywood y sus valores estéticos, estaba entusiasmado con el cine y, a mediados de la década, escribió guiones para futuras versiones cinematográficas de Pigmalión y Santa Juana. Esta última no se llegó a realizar, pero Shaw confió los derechos de la primera al por entonces desconocido Gabriel Pascal, que la produjo en los estudios Pinewood en 1938. Shaw estaba decidido a que Hollywood no tuviera nada que ver con la película, pero fue incapaz de impedirlo y esta acabó ganando un premio Óscar; consideró su premio al mejor guion adaptado como un insulto, viniendo de quien venía. Se convirtió así en la primera persona en recibir el Premio Nobel y un Óscar. En un estudio sobre los Oscar realizado en 1993, Anthony Holden observa que Pigmalión pronto fue reconocida por haber «elevado la producción cinematográfica del analfabetismo a la alfabetización».
Las últimas obras de Shaw de los años 1930 fueron Cymbeline Refinished (1936), Ginebra (Geneva, 1936) y In Good King Charles's Golden Days (1939). La primera, una revisión fantástica de Shakespeare, causó poca impresión, pero la segunda, una sátira sobre los dictadores europeos, atrajo más atención, aunque generalmente desfavorable. En particular, su parodia de Hitler como «Herr Battler» se consideró suave, casi comprensiva. La tercera, una obra de diálogo histórico vista por primera vez en el Malvern Festival, se representó brevemente en Londres en mayo de 1940. el crítico James Agate dijo que la obra no contenía nada a lo que incluso las audiencias más conservadoras pudieran objetar, y aunque era extensa y carente de acción dramática, solo los espectadores «tontos y ociosos» se opondrían. Después de sus primeras representaciones, ninguna de las tres obras se volvió a ver en los teatros del West End durante la vida de Shaw.
Hacia el final de la década, los Shaw comenzaron a padecer mala salud. Charlotte estaba cada vez más incapacitada a causa de su osteítis deformante, y él desarrolló una anemia perniciosa, cuyo tratamiento, que incluía inyecciones de hígado concentrado de animales, tuvo éxito, pero esta ruptura con su credo vegetariano lo angustió y supuso la condena de los vegetarianos militantes.

### Segunda Guerra Mundial y últimos años
Aunque desde El carro de las manzanas sus obras habían sido recibidas sin gran entusiasmo, durante la Segunda Guerra Mundial sus primeras obras se volvieron a representar en el West End, protagonizadas por actores como Edith Evans, John Gielgud, Deborah Kerr y Robert Donat. En 1944 nueve de sus obras se representaron en Londres, como El hombre y las armas con Ralph Richardson, Laurence Olivier, Sybil Thorndike y Margaret Leighton en los papeles principales. Dos compañías hicieron una gira por toda Gran Bretaña representando sus obras. El resurgir de su popularidad no le tentó para escribir una nueva obra, y se concentró en el periodismo. Pascal produjo una nueva película de Shaw, La comandante Barbara (1941), que tuvo menos éxito artística y comercialmente que Pigmalión, en parte debido a la insistencia de Pascal en dirigirla, algo para lo que no estaba capacitado.
Tras el estallido de la guerra el 3 de septiembre de 1939 y la rápida conquista de Polonia, Shaw fue acusado de derrotismo cuando, en un artículo en el New Statesman, declaró que la guerra era absurda y exigió una conferencia de paz. Sin embargo, cuando se convenció de que una paz negociada era imposible, instó públicamente a los por entonces neutrales Estados Unidos a unirse a la lucha. El bombardeo de Londres de 1940-41 llevó a los Shaw, ambos con más de 80 años, a vivir en Ayot St. Lawrence. Ni siquiera allí estaban a salvo de los ataques aéreos enemigos, y en ocasiones se quedaron con Nancy Astor en su casa de campo, Cliveden. En 1943, el peor año de los bombardeos de Londres, los Shaw regresaron a Whitehall Court, donde era más fácil conseguir asistencia médica para Charlotte, aunque su estado se deterioró y murió en septiembre de ese mismo año.
Su último tratado político, Everybody's Political What's What, fue publicado en 1944. Holroyd lo describe como «una narrativa que divaga ... que repite ideas que había dado mejor en otro lugar y luego se repite». El libro se vendió bien —85.000 copias al final del año—. Después del suicidio de Hitler en mayo de 1945, Shaw estuvo de acuerdo con las condolencias formales ofrecidas por el taoiseach irlandés, Éamon de Valera, en la embajada alemana en Dublín. Shaw desaprobó los juicios de la posguerra de los derrotados líderes alemanes como acto de superioridad moral: «Todos somos criminales potenciales».
A Pascal se le dio una tercera oportunidad para llevar al cine el trabajo de Shaw con César y Cleopatra (1945). La película fue mal recibida por los críticos británicos, aunque las críticas estadounidenses no fueron tan hostiles; costó tres veces su presupuesto original y fue calificada como «el mayor fracaso financiero de la historia del cine británico». Shaw pensó que su suntuosidad anulaba el drama, y consideró que la película era «una mala imitación de Cecil B. DeMille».

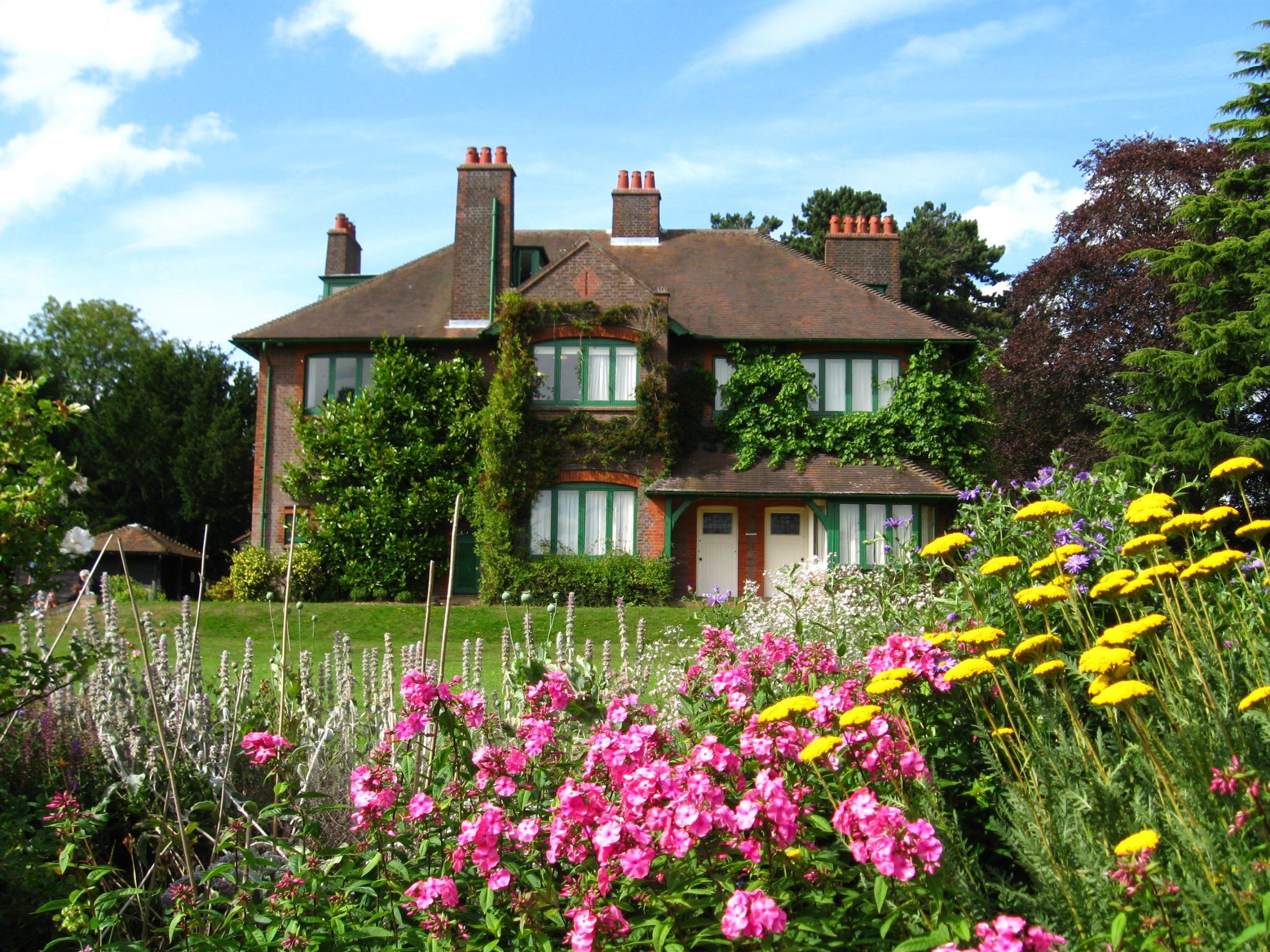
Shaw's Corner.

En 1946, el año de su nonagésimo cumpleaños, aceptó la liberación de Dublín y se convirtió en el primer hombre libre honorario del municipio de St. Pancras, Londres. Ese mismo año, el gobierno le preguntó de manera informal si aceptaría la Orden del Mérito, algo que él declinó por creer que el mérito de un autor solo podía ser determinado por el veredicto póstumo de la historia. El mismo año se publicó The Crime of Imprisonment, una revisión de Imprisonment, tratado que Shaw había escrito 20 años antes sobra las condiciones de los centros penitenciarios. Fue muy elogiado; una reseña en The American Journal of Public Health consideró que la lectura era esencial para cualquier estudiante del sistema de justicia penal estadounidense.
Con más de 90 años, Shaw continuó escribiendo. Sus últimas obras fueron Buoyant Billions (1947), su último trabajo extenso; Farfetched Fables (1948) un conjunto de seis obras cortas que revisaban varios de sus trabajos anteriores; una obra cómica para un espectáculo de marionetas, Shakes versus Shav (1949), una pieza de diez minutos en la que Shakespeare y Shaw discuten sobre quien es mejor escritor; y Why She Would Not (1950), que Shaw describió como «una pequeña comedia», escrita en una semana poco antes de cumplir 94 años.
Durante sus últimos años disfrutó cuidando los jardines de Shaw's Corner. Murió a los 94 años de edad de una insuficiencia renal provocada por las lesiones producidas al caerse mientras podaba un árbol. Fue incinerado en el crematorio de Golders Green el 6 de noviembre de 1950. Sus cenizas, mezcladas con las de Charlotte, se esparcieron alrededor de la estatua de Santa Juana y por senderos de los jardines de su residencia.

## Obras

### Teatro

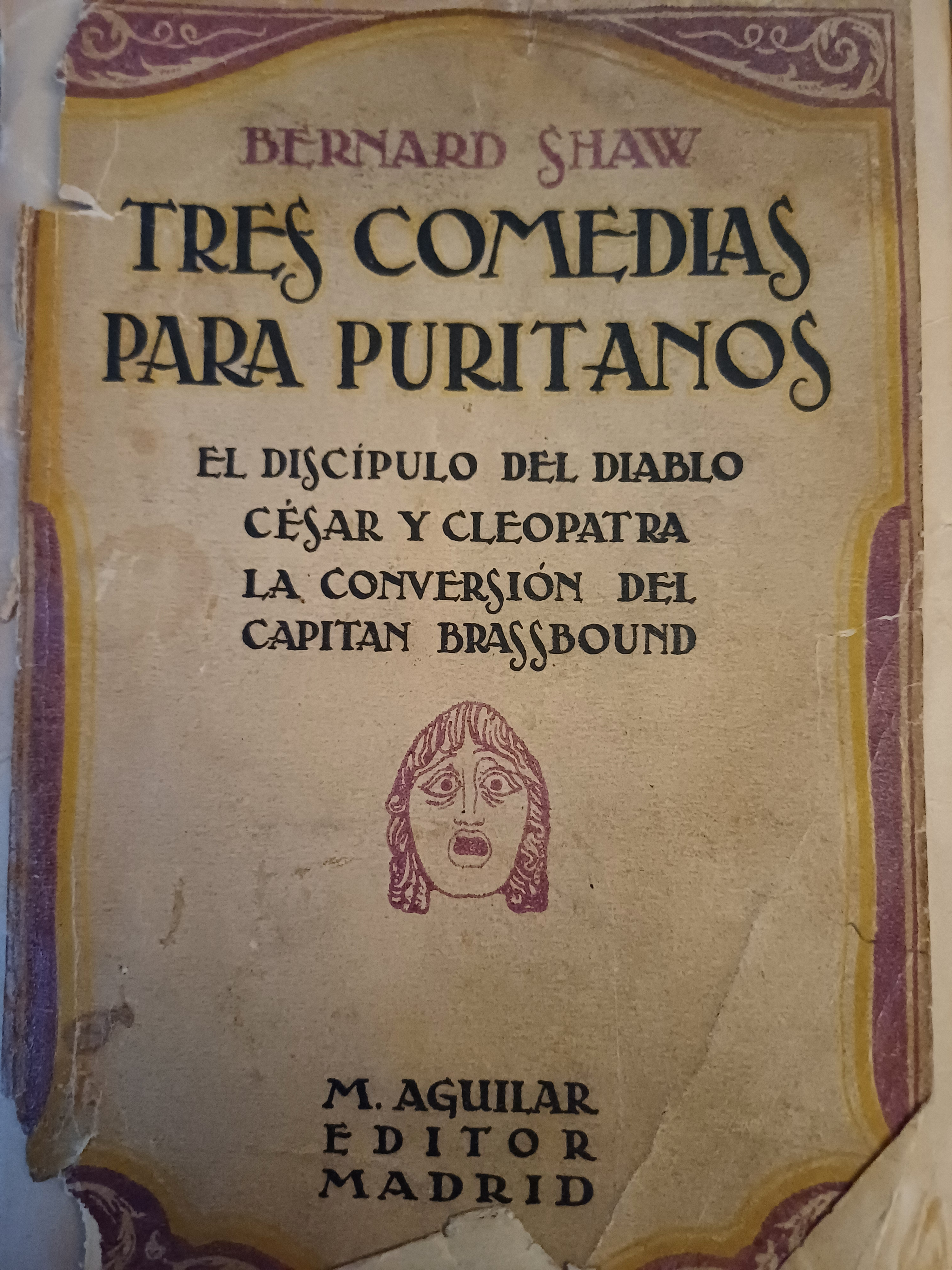
Portada de una edición en español de Tres comedias para puritanos, de editorial Aguilar, Madrid.

Shaw publicó una recopilación de sus obras en 1934, que incluía un total de cuarenta y dos. Escribió otras doce en los restantes dieciséis años de su vida, en su mayoría piezas de un solo acto. Incluyendo ocho obras anteriores que decidió omitir en su recopilación, el total es de sesenta y dos.
Primeras obras
Sus tres primeras obras completas trataron temas sociales. Más tarde las agrupó como «Plays Unpleasant» (Obras desagradables). Casa de viudos (Widower's Houses, 1892) trata sobre los dueños de propiedades en los barrios bajos, e introduce la primera de las Nuevas Mujeres de Shaw, una característica recurrente de las obras posteriores. The Philanderer (1893) desarrolla el tema de la Nueva Mujer, inspirándose en Ibsen, y contiene elementos de las relaciones personales de Shaw, como el personaje de Julia, que está basado en Jenny Patterson. En un estudio de 2003, Judith Evans describe La profesión de la señora Warren (Mrs Warren's Profession, 1893) como «sin duda la más desafiante» de las tres «Plays Unpleasant», utilizando la profesión de Mrs Warren (prostituta y, posteriormente, dueña de un burdel) como metáfora de una sociedad prostituida.
A esta primera primera trilogía le siguió una segunda, publicada como «Plays Pleasant» (Obras agradables). El hombre y las armas (Arms and the Man, 1894) esconde tras un romance quimérico burlesco una parábola fabiana que contrasta el idealismo impracticable con el socialismo pragmático. El tema central de Cándida (Candida, 1894) es la elección de una mujer entre dos hombres; la obra contrasta las perspectivas y aspiraciones de un socialista cristiano y un idealista poético. La tercera de las obras agradables, Lucha de sexos (You Never Can Tell, 1896), retrata la movilidad social y la brecha entre generaciones, particularmente en cuanto a cómo abordan las relaciones sociales en general y el emparejamiento en particular.
Tres obras para puritanos/Tres comedias para puritanos (Three Plays for Puritans), que incluye El discípulo del diablo (The Devil's Disciple, 1896), César y Cleopatra (Caesar and Cleopatra, 1898) y La conversión del capitán Brassbound (Captain Brassbound's Conversion, 1899) se centran en cuestiones sobre el imperio y el imperialismo, tema principal del discurso político en la década de 1890. Las tres se desarrollan, respectivamente, en la Norteamérica de los años 1770, el Antiguo Egipto y el Marruecos de los años 1890. The Gadfly, una adaptación de la popular novela homónima de Ethel Voynich, estaba sin terminar y no llegó a representarse. El hombre del destino (The Man of Destiny, 1895) es una obra corta, previa a la representación de una obra principal, que trata sobre Napoleón.
1900-1909
Sus principales obras de la primera década del siglo XX abordan cuestiones sociales, políticas o éticas individuales. Hombre y superhombre (Man and Superman, 1902) se distingue de las demás tanto en la temática como en su tratamiento, con una interpretación de Shaw de La evolución creadora de Henri Bergson en una obra que el autor escribe como réplica al desafío de un colega que lo insta a reelaborar el mito del Don Juan. El admirable Bashville (The Admirable Bashville, 1901), una dramatización en verso blanco de su novela La profesión de Cashel Byron (Cashel Byron's Profession, 1882), se centra en la relación imperialista entre Gran Bretaña y África. La otra isla de John Bull (John Bull's Other Island, 1904), representa cómicamente la relación predominante entre Gran Bretaña e Irlanda, que era popular por entonces pero desapareció de su repertorio general en años posteriores. La comandante Bárbara (Major Barbara, 1905) presenta cuestiones éticas de una manera poco convencional; se relatan los principios y prácticas de un fabricante de municiones que se revelan como elevadamente religiosos en comparación con los del Ejército de Salvación y sus benefactores. El dilema del doctor (The Doctor's Dilemma, 1906), una obra sobre la ética médica y las opciones morales en la asignación de un tratamiento escaso, fue descrito por Shaw como una tragedia. Debido a su reputación de mostrar personajes que no se parecían a las personas de carne y hueso, su amigo William Archer le desafió a representar una muerte en el escenario, y aquí lo hizo, con una escena del antihéroe en el lecho de muerte.
Llegando a casarse (Getting Married, 1908) y Matrimonio desigual (Misalliance, 1909), esta última considerada por Judith Evans como una obra complementaria de la anterior, están ambas en lo que Shaw denominó su vena «disquisicional», con énfasis en la discusión de ideas más que en acontecimientos dramáticos o caracterizaciones realistas. Escribió siete obras cortas durante la década; son todas comedias, que van desde la deliberadamente absurda Passion, Poison, and Petrifaction (1905) a la satírica Press Cuttings (1909).
1910-1919
Desde principios de 1910 hasta la finalización de la Primera Guerra Mundial escribió cuatro obras completas, la tercera y cuarta de ellas están entre las más frecuentemente escenificadas de este dramaturgo. La primera obra de Fanny (Fanny's First Play, 1911) continúa sus análisis anteriores de la sociedad británica de clase media desde un punto de vista fabiano, con toques adicionales de melodrama y un epílogo en el que críticos de teatro discuten la obra. Androcles y el león (Androcles and the Lion, 1912), que Shaw comenzó a escribir como una obra para niños, se convirtió en un estudio de la naturaleza de la religión y cómo poner en práctica los preceptos cristianos. Pigmalión (Pygmalion, 1912) es un estudio sobre el lenguaje y la pronunciación y de su importancia en la sociedad y en las relaciones personales. Para corregir la impresión dejada por los actores originales de que la obra representaba una relación romántica entre los dos personajes principales, Shaw reescribió el final para dejar claro que la heroína se casará con otro personaje menor. Su única obra durante los años de la guerra es La casa de las penas (Heartbreak House, 1917), que en sus propias palabras describe como «la Europa cultivada y ociosa antes de la guerra» que deriva hacia el desastre. Shaw citó a Shakespeare (El rey Lear) y a Antón Chéjov (El jardín de los cerezos) como importantes influencias en la obra, y los críticos han encontrado elementos basados en William Congreve (The Way of the World) y Henrik Ibsen (The Master Builder).
Las obras breves de este período van desde el genial drama histórico en La dama morena de los sonetos (The Dark Lady of the Sonnets) y Great Catherine (1910 y 1913, respectivamente) hasta un estudio acerca de la poligamia en Overruled; tres obras satíricas sobre la guerra, El inca de Perusalem (The Inca of Perusalem), O'Flaherty V.C. y Augustus Does His Bit (1915-1916); una pieza que Shaw calificó como «absurdo total», The Music Cure (1914) y un breve bosquejo sobre una «emperatriz bolchevique», Ana Janska (Annajanska, 1917).
1920-1950
Santa Juana (Saint Joan, 1923) obtuvo elogios generalizados tanto para Shaw como para Sybil Thorndike, para quien escribió el papel principal y quien lo representó en Gran Bretaña. En opinión del comentarista Nicholas Grene, la Juana de Shaw, una «mística sin sentido, protestante y nacionalista anterior a su tiempo», está entre los papeles con protagonistas femeninos clásicos del siglo XX. El carro de las manzanas (The Apple Cart, 1929), fue el último éxito popular de Shaw.
 Le dio a esa obra y a su sucesora, Too True to Be Good (1931), el subtítulo «Una extravagancia política», aunque las dos obras difieren mucho en su temática; la primera es una comedia satírica sobre algunas filosofías políticas (con una breve escena de amor real como interludio) y la segunda, según las palabras de Judith Evans, «se ocupa de las costumbres sociales del individuo, y es vaga». Sus obras de la década de 1930 fueron escritas a la sombra de un agravamiento de los acontecimientos políticos nacionales e internacionales. Una vez más, con On the Rocks (1933) y The Simpleton of the Unexpected Isles (1934), una comedia política con una trama clara fue seguida por un drama introspectivo. La primera obra muestra a un primer ministro británico considerando, pero finalmente rechazando, el establecimiento de una dictadura; la segunda se ocupa de la poligamia y la eugenesia y termina con el Día del Juicio.
La millonaria (The Millionairess, 1934) es una representación absurda de los asuntos comerciales y sociales de una empresaria de éxito. Ginebra (Geneva, 1936) muestra la debilidad de la Liga de las Naciones en comparación con los dictadores de Europa. In Good King Charles's Golden Days (1939), descrita por Weintraub como una tivia y deshilvanada alta comedia, también representa el autoritarismo, pero menos satíricamente que Ginebra.
Como en décadas anteriores, las obras breves fueron generalmente comedias, algunas históricas y otras que abordaban diversas preocupaciones políticas y sociales del autor. Ervine escribe sobre el trabajo posterior de Shaw diciendo que, aunque todavía era «asombrosamente vigoroso y vivaz», mostraba signos inconfundibles de su edad. «Lo mejor de su obra en este período, sin embargo, estaba lleno de la sabiduría y la belleza de la mente mostrada a menudo por los ancianos que guardan su ingenio en su interior.»

### Crítica de música y drama
Música
Una recopilación de su crítica musical, publicada en tres volúmenes, tiene más de 2700 páginas. Cubre la escena musical británica de 1876 a 1950, pero el núcleo de la recopilación corresponde a sus seis años como crítico musical de The Star y The World a finales de los años 1880 y principios de la década de 1890. En su opinión, la crítica musical debería ser interesante para todos y no solo para la élite musical, y escribió para el lector no especializado, evitando la jerga técnica: «Frases mesopotámicas como 'el dominio del re mayor'». Era vehementemente parcial en sus columnas, promoviendo la música de Wagner y desacreditando la de Brahms y la los compositores británicos como Stanford y Parry que él veía como brahmsianos. Hizo campaña contra la moda imperante de representar los oratorios de Händel con enormes coros de aficionados y orquestación excesiva, pidiendo «un coro de veinte artistas capaces». Se burlaba de las producciones de ópera interpretadas de forma poco realista, o cantadas en idiomas que el público no hablaba.
Drama
A su juicio, los teatros londinenses de la década de 1890 representaron demasiadas reposiciones de viejas obras y no suficientes trabajos nuevos. Hizo campaña contra «el melodrama, el sentimentalismo, los estereotipos y las convenciones desgastadas». Como crítico musical, con frecuencia había podido concentrarse en analizar nuevas obras, pero con el teatro se veía obligado a menudo a recurrir a la discusión sobre cómo varios artistas interpretaron obras muy conocidas. En un estudio sobre el trabajo de Shaw como crítico teatral, E. J. West escribe que Shaw «comparaba y contrastaba incesantemente a los artistas en su interpretación y técnica». Shaw realizó más de 150 artículos como crítico teatral para The Saturday Review, en el que valoró más de 212 producciones. Defendió las obras de Ibsen cuando muchos espectadores las consideraban escandalosas, y su libro de 1891 La quintaesencia del ibsenismo (Quintessence of Ibsenism)) fue un clásico a lo largo del siglo XX. De los dramaturgos contemporáneos que escribieron para los escenarios del West End, situó a Oscar Wilde por encima de los demás: «... nuestro único dramaturgo riguroso: juega con todo: con ingenio, con filosofía, con drama, con actores y público, con todo el teatro». Una recopilación de sus críticas fueron publicadas como Our Theatres in the Nineties en 1932.
Shaw mantuvo una actitud provocativa y frecuentemente contradictoria con Shakespeare (cuyo nombre insistía en deletrear «Shakespear»). Muchos consideraron que le resultaba difícil tomarse el tema en serio; el autor, político y doplomático Duff Cooper observó que al atacar a Shakespeare, «es Shaw quien parece un ridículo pigmeo sacudiendo el puño en una montaña». Shaw era, sin embargo, un conocedor de Shakespeare, y en un artículo en el que escribió: «Con la única excepción de Homero, no hay escritor eminente, ni siquiera Sir Walter Scott, a quien pueda despreciar tan completamente como desprecio a Shakespear cuando comparo mi mente con la suya», también dijo: «Pero estoy obligado a añadir que me compadezco al hombre que no puede disfrutar de Shakespear. Ha sobrevivido a miles de pensadores más hábiles y sobrevivirá a mil más». Shaw tenía dos blancos habituales para sus comentarios más extremos sobre Shakespeare: «Sakespeidólatras» indiscriminados, y actores y directores que presentaron textos insensiblemente cortados en producciones excesivamente elaboradas. Se vio continuamente atraído hacia Shakespeare y escribió tres obras con temas sakesperianos: La dama morena de los sonetos (The Dark Lady of the Sonnets, Cymbeline Refinished y Shakes versus Shav. En un análisis de las críticas shakesperianas de Shaw de 2001, Robert Pierce concluye que Shaw, que no era un académico, veía las obras de Shakespeare —como todo el teatro— desde el punto de vista práctico de un autor: «Shaw nos ayuda a alejarnos de la imagen de Shakespeare como un genio titánico, cuyo arte no puede ser analizado o conectado con las consideraciones mundanas de las condiciones teatrales y pérdidas y ganancias, o con una puesta en escena y elenco de actores específica».

### Escritos políticos y sociales
Sus comentarios políticos y sociales se publicaron varias veces en tratados fabianos, en ensayos, en dos libros completos, en innumerables artículos de periódicos y revistas y en prefacios de sus obras. La mayoría de los tratados fabianos de Shaw fueron publicados anónimamente, representando la voz de la sociedad más que de Shaw, aunque el secretario de la sociedad, Edward Pease, confirmó posteriormente la autoría de Shaw. Según Holroyd, el objetivo de los primeros fabianos, principalmente bajo la influencia de Shaw, era «alterar la historia reescribiéndola». El talento de Shaw como panfletista se puso en marcha de inmediato para la elaboración de manifiestos de la sociedad —después de lo cual, dice Holroyd, nunca volvió a ser tan sucinto—.

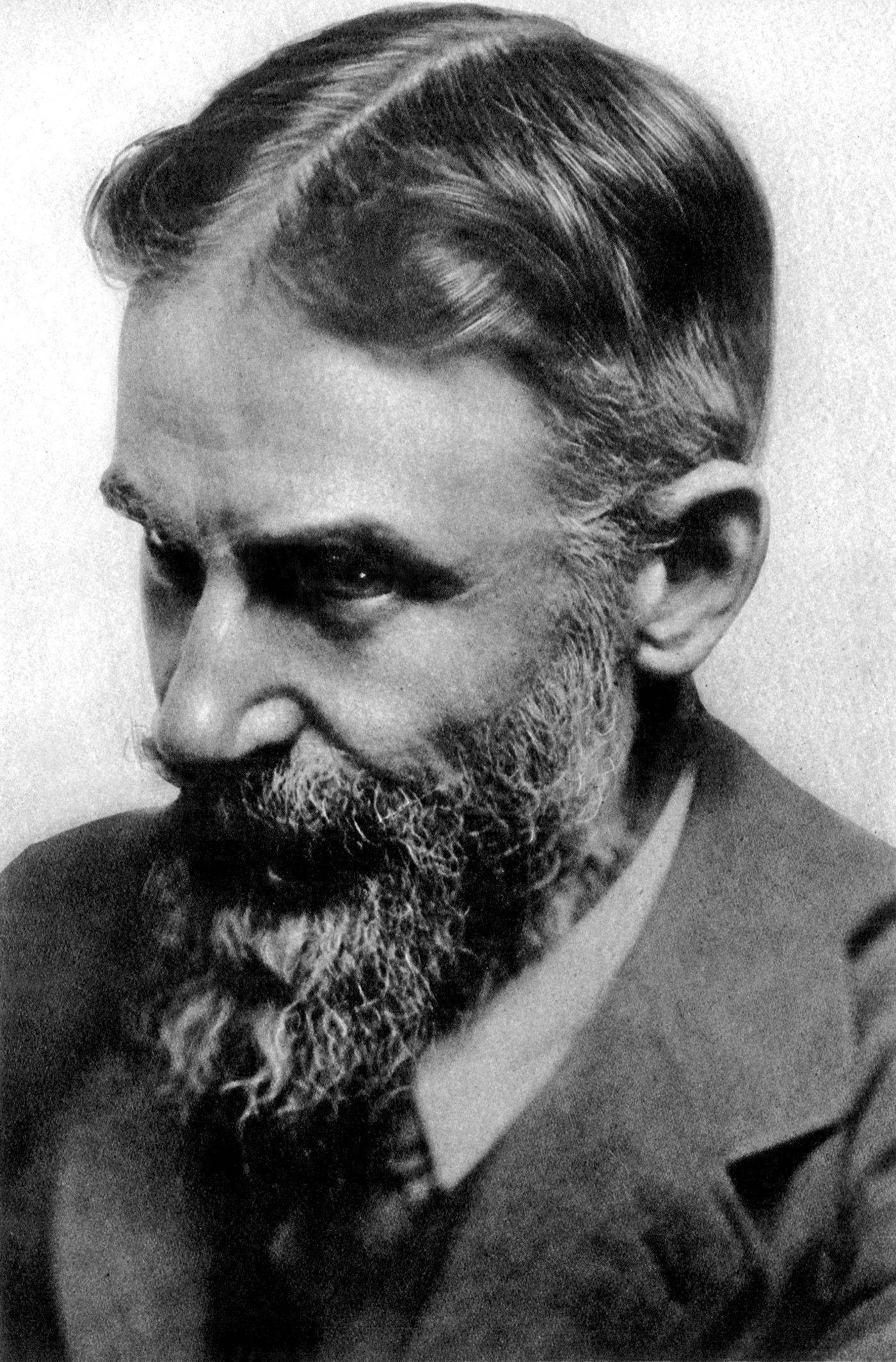
Shaw, en 1905.

Tras la llegada del siglo XX, Shaw dio a conocer sus ideas cada vez más a través de sus obras. Un crítico de la época, escribiendo en 1904, observó que los dramas de Shaw proporcionaron «un medio agradable» de atraer prosélitos a su socialismo, añadiendo que «los puntos de vista del Sr. Shaw deben buscarse especialmente en los prefacios de sus obras». Después de aflojar sus lazos con el movimiento fabiano en 1911, los escritos de Shaw eran más personales y a menudo provocativos; su respuesta al furor tras la respuesta del público por su Common Sense About the War en 1914, fue preparar una secuela, More Common Sense About the War, en el que denunció la posición pacifista defendida por Ramsay MacDonald y otros líderes socialistas, y proclamó su disposición a disparar a todos los pacifistas en lugar de darles el poder y la influencia. Por consejo de Beatrice Webb, este panfleto permaneció inédito.
Manual para mujeres inteligentes (The Intelligent Woman's Guide), el principal tratado político de Shaw de los años 1920, atrajo tanto admiración como críticas. MacDonald lo consideraba el libro más importante del mundo desde la Biblia; Harold Laski pensaba que sus argumentos estaban anticuados y carecían de preocupación por las libertades individuales. Su creciente interés por los métodos dictatoriales es evidente en muchos de sus pronunciamientos posteriores. Un reportaje del New York Times de 10 de diciembre de 1933 citaba una reciente conferencia de la Sociedad Fabiana en la que Shaw había elogiado a Hitler, Mussolini y Stalin: «[Ellos] están tratando de hacer algo, [y] están adoptando métodos por los cuales es posible hacer algo». En la Segunda Guerra Mundial, Shaw culpó al «abuso» de los aliados tras su victoria de 1918 por el ascenso de Hitler, y esperaba que, después de la derrota, el Führer escapara al castigo «para gozar de un confortable retiro en Irlanda o en algún otro país neutral».
«Evolución creadora» la versión de Shaw de la nueva ciencia de la eugenesia, se convirtió en un tema cada vez mayor en sus escritos políticos después de 1900. Incorporó sus teorías en The Revolutionist's Handbook (1903), un apéndice al Hombre y superhombre, y los desarrolló más adelante durante los años 1920 en Volviendo a Matusalén (Back to Methuselah). Un artículo de la revista Life de 1946 observó que Shaw «siempre había tendido a considerar a las personas más como un biólogo que como un artista». En 1933, en el prefacio de On the Rocks, escribía que «si deseamos un cierto tipo de civilización y cultura debemos exterminar al tipo de gente que no encaja en ella»; la opinión de la crítica está dividida sobre si esto lo dijo como una ironía. En un artículo en la revista estadounidense Liberty en septiembre de 1938, Shaw incluyó la declaración: «Hay muchas personas en el mundo que deberían ser liquidadas». Muchos comentaristas asumieron que tales comentarios pretendían ser una broma, aunque del peor mal gusto posible. Al contrario, la revista Life concluyó, «esta tontería puede incluirse entre sus más inocentes malos pensamientos».

### Ficción
La escritura de ficción de Shaw se limitó a las cinco infructuosas novelas escritas en el período 1879-1885. Immaturity (1879) es un retrato semiautobiográfico de mediados la Inglaterra victoriana, el David Copperfield de Shaw, según Weintraub. El nudo irracional (The Irrational Knot, 1880) es una crítica del matrimonio convencional, en el que Weintraub encuentra los personajes carentes de vida, «apenas más que teorías animadas». Shaw estaba satisfecho con su tercera novela, Amor entre los artistas (Love Among the Artists, 1881), y consideraba que marcó un punto de inflexión en su desarrollo como pensador, aunque no tuvo más éxito con ella que con sus predecesoras. La profesión de Cashel Byron (Cashel Byron's Profession, 1882) es, dice Weintraub, una acusación contra la sociedad que anticipa la primera obra de teatro de Shaw, La profesión de la señora Warren. Shaw explicó posteriormente que había ideado Un socialista asocial (An Unsocial Socialist) como la primera parte de una representación monumental de la caída del capitalismo. Gareth Griffith, en un estudio del pensamiento político de Shaw, ve la novela como un interesante registro de problemas, tanto en la sociedad en general como en el naciente movimiento socialista de los años 1880.
Su única incursión posterior en la ficción fue la colección de relatos cortos de 1932 Las aventuras de la niña negra que buscaba a Dios (The Adventures of the Black Girl In Her Search for God), escrita durante una visita a Sudáfrica en 1932. La chica protagonista del relato que da nombre a la colección, inteligente, curiosa y convertida al cristianismo por la enseñanza misionera, se propone encontrar a Dios, en un viaje que después de muchas aventuras y encuentros, la lleva a una conclusión laica. La publicación del relato ofendió a algunos cristianos y fue prohibida en Irlanda por la Junta de Censores.

### Correspondencia y diarios
Escribió una gran cantidad de correspondencia a lo largo de su vida. Sus cartas, editadas por Dan H. Laurence, fueron publicadas entre 1965 y 1988. Shaw había comentado una vez que sus cartas ocuparían veinte volúmenes; Laurence aclara que, sin editar, llenarían muchos más. Se calcula que escribió más de un cuarto de millón de cartas, de las cuales alrededor del diez por ciento han sobrevivido; 2653 se publicaron en los cuatro volúmenes de Laurence. Entre sus muchos correspondientes habituales estaban su amigo de la infancia Edward McNulty, dramaturgo y novelista irlandés; sus colegas del teatro (y amitiés amoureuses) Mrs. Patrick Campbell y Ellen Terry; escritores como Alfred Douglas, H. G. Wells y G. K. Chesterton; el boxeador Gene Tunney; la monja Laurentia McLachlan; o el experto en arte Sydney Cockerell. En 2007 se publicó un volumen de 316 páginas compuesto en su totalidad por sus cartas al The Times.
Los diarios de Shaw correspondientes a 1885-1897, editados por Weintraub, fueron publicados en 1986 en dos volúmenes, con un total de 1241 páginas. Revisándolos, el estudioso de Shaw Fred Crawford escribió: «Aunque el principal interés para sus estudiosos es el material que completa lo que ya sabemos de la vida y el trabajo de Shaw, los diarios también son valiosos como un documento histórico y sociológico de la vida inglesa a finales de la época victoriana». Después de 1897, el tiempo dedicado a otros escritos le llevó a dejar de mantener un diario.

### Autobiografías y otros
A pesar de los muchos libros escritos sobre él (Holroyd contabiliza 80 en el año 1939) la producción autobiográfica de Shaw, aparte de sus diarios, fue relativamente escasa. Ofreció entrevistas a periódicos («GBS Confesses», al Daily Mail en 1904 es un ejemplo) y proporcionó esbozos a posibles biógrafos cuyo trabajo fue rechazado por Shaw y nunca publicado. En 1939 se basó en este material para escribir Shaw Gives Himself Away: An Autobiographical Miscellany que, un año antes de su muerte, revisó y reeditó como Sixteen Self Sketches (había diecisiete). Dejó claro a sus editores que este breve libro no era en absoluto una autobiografía completa.
A través de sus trabajos periodísticos, folletos y ocasionalmente trabajos más extensos, Shaw escribió sobre muchos temas. Su rango de interés e investigación incluía la vivisección, el vegetarianismo, la religión, el lenguaje, el cine y la fotografía, temas todos sobre los que escribió y habló abundantemente. Se publicaron colecciones de sus escritos sobre estos y otros temas, principalmente después de su muerte, junto con volúmenes de «ingenio y sabiduría» y periodismo en general.
Fue un amigo personal del escritor y activista Henry S. Salt, con el cual compartía gran parte de su pensamiento. Tan cercana era su relación que el propio Shaw escribió el prefacio para el libro Salt and his circle, señalando en el mismo que Salt nunca llegó a consumar su matrimonio debido a que su mujer era homosexual.

## Creencias y opiniones
| Shaw era un petulante y un puritano; era de manera similar un escritor burgués y antiburgués, trabajando para Hearst y la posteridad; su didáctica es entretenida y sus burlas están llenas de significado; apoya al socialismo y está tentado por el fascismo. —Leonard Feinberg, The Satirist (2006) |

 Según él, tres aberraciones desnaturalizaban la realidad ante la mirada de los demás: el esnobismo, el cant (versión agresiva del formalismo virtuoso) y el sham, antiguo tabú sexualista o del pudor. A lo largo de su vida profesó muchas creencias, a menudo contradictorias. Esta inconsistencia fue en parte una provocación intencionada (el académico y estadista español Salvador de Madariaga describe a Shaw como «un polo de electricidad negativa puesto en una persona de electricidad positiva»). En un tema, al menos, se mantuvo constante: en su negativa a lo largo de toda su vida a seguir las formas normales de ortografía y puntuación del idioma inglés. Prefirió formas de escritura arcaicas como «shew» por «show»; eliminó la «u» en palabras como «honour» y «favour»; y en la medida de lo posible rechazó el apóstrofo en contracciones como «won't» o «that's». En su testamento, Shaw ordenó que, después de algunos legados específicos, el resto de sus posesiones fueran para constituir un fondo para pagar una reforma fundamental del alfabeto inglés en una versión fonética de cuarenta letras. Aunque las intenciones de Shaw eran claras, su redacción era defectuosa, por lo que los tribunales inicialmente llenaron los huecos dejados en su intención de creación del fondo. Un acuerdo extrajudicial posterior proporcionó una suma de 8300 £ para la reforma de la ortografía; la mayor parte de su fortuna recayó en los legatarios universales (el Museo Británico, la Real Academia de Arte Dramático y la Galería Nacional de Irlanda). La mayor parte de las 8300 £ se destinó a una edición fonética especial de Androcles y el león en el alfabeto shaviano, publicado en 1962 y con una recepción mayoritariamente indiferente.
Sus opiniones sobre la religión y el cristianismo eran menos consistentes. En su juventud se proclamó como ateo, ya en la madurez explicó que eso fuera una reacción contra la imagen del Antiguo Testamento de un Jehová vengativo. A comienzos del siglo XX, se denominaba a sí mismo «místico», aunque Gary Sloan, en un ensayo sobre las creencias de Shaw, discute sus credenciales como tal. En 1913 declaró que no era religioso «en el sentido sectario», alineándose con Jesús como «una persona de ninguna religión». En el prefacio (1915) de Androcles y el león, Shaw pregunta: «¿Por qué no dar una oportunidad al cristianismo?» sosteniendo que el orden social de Gran Bretaña era el resultado de su continua elección de Barrabás sobre Cristo. En un programa justo antes de la Segunda Guerra Mundial, Shaw invocó el Sermón de la montaña, «una exhortación muy conmovedora, y te da un excelente consejo, que es hacer el bien a aquellos que te utilizan maliciosamente y te persiguen». En su testamento declaró que sus «convicciones religiosas y opiniones científicas no pueden definirse actualmente más específicamente que como las de un creyente en la revolución creativa». Solicitó que nadie diera a entender que aceptaba las creencias de una organización religiosa específica y que ningún monumento dedicado él debería «tener la forma de una cruz o cualquier otro instrumento de tortura o símbolo de sacrificio sangriento».
Apoyó la igualdad racial y el matrimonio entre personas de diferentes razas. A pesar de su expreso deseo de ser justo con Hitler, calificó al antisemitismo como «el odio del gentil imbécil, perezoso e ignorante  contra el judío pertinaz que, educado por la adversidad para utilizar al máximo su cerebro, le supera en los negocios».
 En 1932 escribió en el semanario The Jewish Chronicle: «En cada país puedes encontrar personas fanáticas que tienen sienten fobia contra los judíos, los jesuitas, los armenios, los negros, los francmasones, los irlandeses o simplemente los extranjeros como tales. Los partidos políticos no están al margen de explotar estos temores y envidias.»
En 1903 participó en una controversia sobre la vacunación contra la viruela. Denominó a la vacunación «una parte particularmente inmunda de la brujería»; en su opinión, las campañas de inmunización eran un sustituto barato e inadecuado de un programa de viviendas decentes para los pobres, lo que, según declaró, sería el medio para erradicar la viruela y otras enfermedades infecciosas. De forma menos polémica, estaba muy interesado en el transporte; Laurence observó en 1992 la necesidad de publicar un estudio sobre el interés de Shaw por «ciclismo, motos, automóviles y aviones, culminando en su incorporación a la British Interplanetary Society ya con noventa años». Shaw también publicó artículos sobre viajes, tomó fotografías de sus viajes y envió notas al Royal Automobile Club.
A lo largo de toda su vida adulta se esforzó para que se refirieran a él como «Bernard Shaw» en lugar de «George Bernard Shaw», pero el tema resultaba confuso al seguir él mismo utilizando sus iniciales completas (GBS) como pie de autor en los artículos periodísticos, y a menudo firmó como «G. Bernard Shaw». Dejó instrucciones en su testamento de que su albacea, el Public Trustee (órgano de la administración que actúa como fideicomisario público) debía licenciar la publicación de sus obras solamente bajo el nombre de Bernard Shaw. Los estudiosos de Shaw, como Ervine, Judith Evans, Holroyd, Laurence y Weintraub, y muchos editores han respetado la preferencia de Shaw, aunque la editorial Cambridge University Press estuvo entre las excepciones con su Cambridge Companion to George Bernard Shaw de 1988.

## Influencia y legado
En el teatro
Shaw no creó una escuela de dramaturgos como tal, pero Crawford afirma que hoy «[lo] reconocemos como el segundo tras Shakespeare en la tradición teatral británica ... el proponente del teatro de las ideas» que asestó un golpe mortal al melodrama del siglo XIX. Según Laurence, Shaw fue pionero del teatro «inteligente», en el que el público debía pensar, abriendo así el camino para las nuevas generaciones de dramaturgos del siglo XX, desde Galsworthy a Pinter.
Crawford enumera numerosos dramaturgos que se inspiran en su obra. Entre los activos en vida de Shaw menciona a Noël Coward, que basó una de sus primeras comedias, The Young Idea (1922), en Lucha de sexos y continuó haciéndolo en obras posteriores. T. S. Eliot, de ninguna manera un admirador de Shaw, admitió que el epílogo de Asesinato en la catedral, en la que los asesinos de Becket explican sus acciones a la audiencia, podría haber sido influenciada por Santa Juana. El crítico Eric Bentley comenta que una obra posterior de Eliot El secretario particular (The Confidential Clerk) «tenía todos los signos del shavianismo ... sin los méritos del verdadero Bernard Shaw». Entre los dramaturgos británicos más recientes, Crawford señala a Tom Stoppard como «el más shaviano de los dramaturgos contemporáneos»; la «farsa seria» de Shaw continúa en las obras de los contemporáneos de Stoppard Alan Ayckbourn, Henry Livings y Peter Nichols.
Su influencia pronto cruzó el Atlántico. Bernard Dukore señala que tuvo éxito como dramaturgo en Estados Unidos diez años antes de lograr un éxito comparable en Gran Bretaña. Entre los muchos escritores estadounidenses que tienen una deuda directa con Shaw está Eugene O'Neill, que se convirtió en su admirador a los 17 años, después de leer La quintaesencia del ibsenismo. Otros dramaturgos estadounidenses influenciados por Shaw mencionados por Dukore son Elmer Rice, para quien Shaw «abrió puertas, encendió luces y amplió horizontes»; William Saroyan, quien se identificó con Shaw como «el asediado individualista contra los filisteos»; y S. N. Behrman, quien se inspiró para escribir para el teatro después de asistir a una representación de César y Cleopatra: «Pensé que sería bueno escribir obras como esa».
Valorando la reputación de Shaw en un estudio crítico de 1976, T. F. Evans lo describió como incontrovertido en su vida y desde entonces como el principal dramaturgo de lengua inglesa del siglo XX y como maestro del estilo de la prosa. Por el contrario, al año siguiente el dramaturgo John Osborne reprendió al crítico teatral del The Guardian Michael Billington por referirse a Shaw como «el más grande dramaturgo británico desde Shakespeare», diciendo que Shaw «es el escritor más fraudulento e inepto de melodramas victorianos de todos los tiempos en estafar a un crítico tímido o engañaron a un público aburrido». A pesar de esta hostilidad, Crawford ve la influencia de Shaw en algunas de las obras de Osborne y concluye que aunque el trabajo de este último no es ni imitativo ni derivado, estas afinidades son suficientes para clasificar a Osborne como un heredero de Shaw.
En un estudio de 1983, R. J. Kaufmann sugiere que Shaw fue un precursor clave («padrino, si no para ser exactos exigente paterfamilias») del Teatro del absurdo. Crawford señala otros dos aspectos del legado teatral de Shaw: su oposición a la censura teatral, que finalmente terminó en 1968, y sus esfuerzos a lo largo de muchos años para crear un National Theatre. Su obra breve de 1910, La dama morena de los sonetos (The Dark Lady of the Sonnets), en la que Shakespeare le suplica a la reina Isabel I la creación de un teatro estatal, formó parte de esta campaña.
En 2012 Daniel Janes opinaba en The New Statesman que la reputación de Shaw había disminuido cuando se cumplió su 150 aniversario en 2006, pero que se había recuperado considerablemente. En opinión de Janes, las numerosas reposiciones actuales de sus obras más importantes mostraban la «casi ilimitada relevancia en nuestro tiempo» de su obra dramática. El mismo año, Mark Lawson escribió en The Guardian que las preocupaciones morales de Shaw involucraron al público actual y lo convirtieron, al igual que a su modelo, Ibsen, en uno de los dramaturgos más populares del teatro británico contemporáneo.
En general
En la década de 1940 el diplomático y autor Harold Nicolson aconsejó a la National Trust que no aceptara el legado de Shaw's Corner, al considerar que Shaw sería totalmente olvidado después de cincuenta años. No ha sido así, y el amplio legado cultural de Shaw ha perdurado y es promovido por Shaw Societies en varias partes del mundo. La sociedad original fue fundada en Londres en 1941 y todavía existe; organiza reuniones y eventos, y publica un boletín periódico, The Shavian. La Shaw Society of America comenzó en junio de 1950; desapareció en la década de 1970, pero su revista, adoptada por la Penn State University Press, continuó publicándose como Shaw: The Annual of Bernard Shaw Studies hasta 2004. Una segunda organización estadounidense, fundada en 1951 como The Bernard Shaw Society todavía existe. La International Shaw Society fue fundada en 2002 y patrocina regularmente simposios y conferencias sobre Shaw en Canadá, Estados Unidos y otros países. También se creó otra sociedad shaviana en Japón.
Además de su colección de críticas musicales, Shaw también ha dejado un variado legado musical, no todo de su elección. A pesar de su aversión a adaptar su obra al género musical («mis obras se convirtieron en música verbal por sí mismas»), dos de sus obras se convirtieron en comedias musicales: El hombre y las armas fue la base de The Chocolate Soldier en 1908, con música de Oscar Straus, y Pigmalión fue adaptada en 1956 como My Fair Lady con libreto y letra de Alan Jay Lerner y música de Frederick Loewe. Aunque tenía una gran consideración por Elgar, Shaw rechazó la petición del compositor para un libreto de ópera, pero desempeñó un papel importante para persuadir a la BBC para que le encargara a Elgar su Sinfonía n.º 3, y el compositor le dedicó a Shaw su obra The Severn Suite (1930).
La entidad de su legado político es incierta. En 1921, el antiguo colaborador de Shaw, William Archer, en una carta al dramaturgo escribió: «Dudo que se haya dado un caso de un hombre tan leído, oído, visto y conocido como tú, que ha producido tan poco efecto en su generación». Margaret Cole, que consideraba a Shaw el mayor escritor de su generación, declaró no haberlo comprendido jamás. Pensaba que trabajaba «enormemente duro» en la política, pero ella conjetura que, esencialmente, era como diversión («la diversión de un artista brillante»). Tras la muerte de Shaw, Pearson escribió: «Nadie desde la época de Tom Paine ha tenido una influencia tan definida en la vida social y política de su país y su época como Bernard Shaw».

## Premios y distinciones
Premios Óscar
| Año  | Categoría   | Película  | Resultado |
| ---- | ----------- | --------- | --------- |
| 1939 | Mejor guion | Pigmalión | Ganador   |

| Predecesor: Władysław Reymont | Premio Nobel de Literatura 1925 | Sucesora: Grazia Deledda |